# Bicicletta

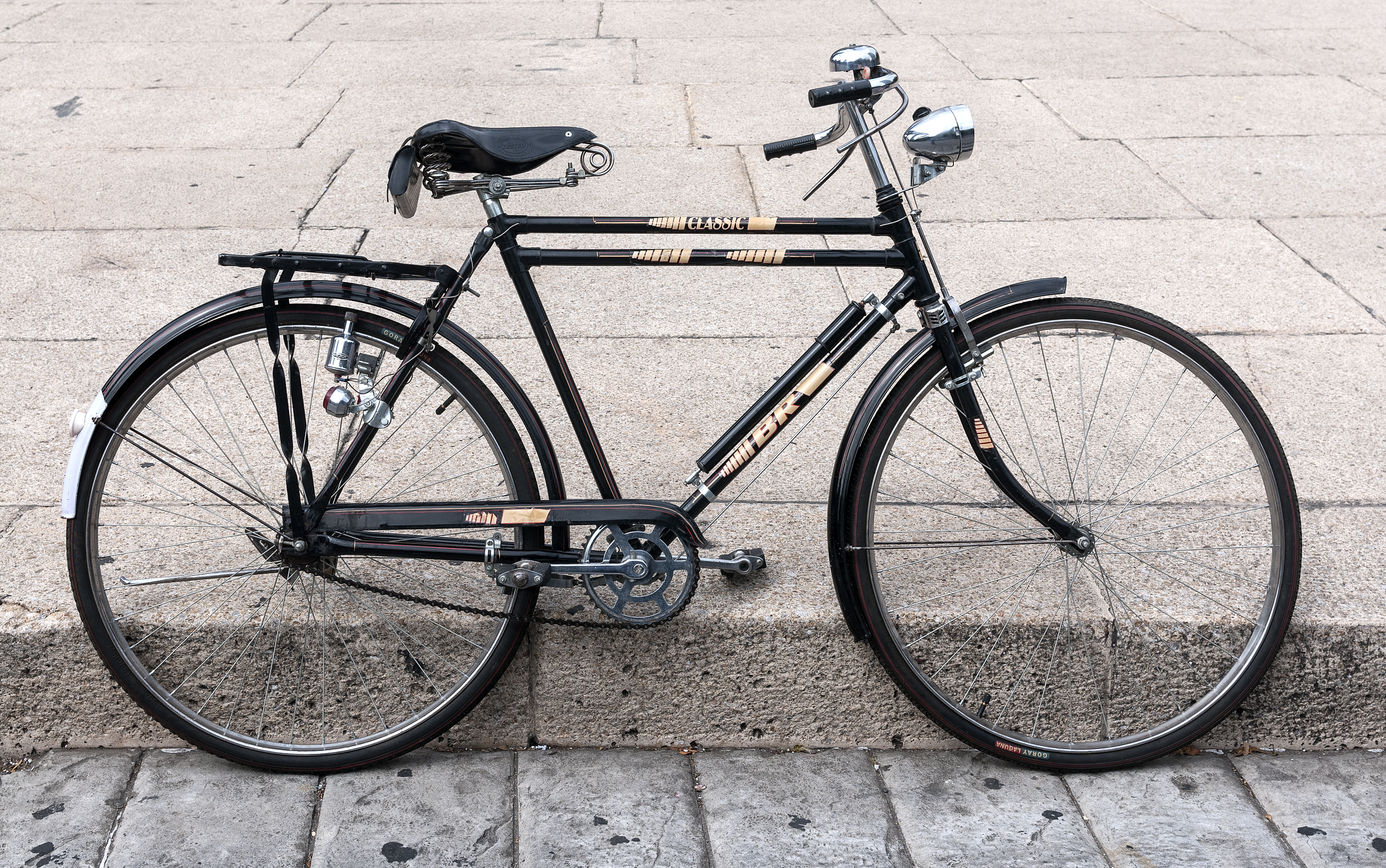
Una bicicletta da passeggio

La bicicletta (spesso abbreviata in bici) è un veicolo azionato dalla forza muscolare umana degli arti inferiori, costituito da un telaio cui sono vincolate due ruote allineate e dotato di un sistema meccanico di trasmissione della potenza fisica generata alla ruota motrice (la ruota posteriore). Dal punto di vista tecnico e normativo, in Italia la bicicletta rientra nella più ampia categoria dei velocipedi.

## Storia
L'origine della prima bicicletta effettivamente utilizzata è da attribuirsi al barone Karl Drais, un impiegato statale del Granducato di Baden in Germania. Karl Drais inventò la sua "Laufmachine" (macchina da corsa) nel 1817, che fu chiamata dalla stampa Draisine (in Italia: draisina); in precedenza esisteva il velocipede composto da due ruote e un pezzo di legno. Il maggiore miglioramento della draisina fu l'aggiunta dello sterzo. Si dice che l'interesse di Drais nel trovare un'alternativa all'uso del cavallo fosse dovuto all'inedia e alle frequenti morti dei cavalli causate dall'insufficienza dei raccolti del 1816 (il cosiddetto "anno senza estate").
Nel corso del XX secolo si credeva che la bicicletta fosse nata in Francia nel 1791, anno in cui Mède de Sivrac progettò e costruì il suo "celerifero". È vero, invece, che il celerifero non è mai esistito e neppure il conte di Sivrac. La prima testimonianza sul celerifero risale infatti a più di un secolo dopo la sua presunta creazione: nell'ultimo decennio del XIX secolo, il divulgatore francese Louis Baudry de Saunier cominciò a parlarne in contrapposizione alla draisina, per dimostrare la superiorità dei francesi rispetto ai tedeschi. L'unica traccia trovata per il celerifero è un brevetto del 1817 di tale Jean-Henri Siévrac per la costruzione di "mezzi chiamati celeriferi", mezzi che però erano trainati da cavalli.
Nel 1861 Ernest Michaux montò su una draisina i primi pedali, fissandoli al perno della ruota anteriore. Il termine bicicletta nacque in Francia verso la fine degli anni 1860 e rimpiazzò il termine velocipede dal modello della "High Bicycle" in poi. Il biciclo fu molto in voga fino agli anni ottanta del XIX secolo. Il sistema della trasmissione del moto generato dai pedali fu oggetto di grandi studi fino a quando, prima della fine del secolo, il problema della trasmissione del moto venne risolto collegando i pedali a una ruota dentata connessa a una catena; questa soluzione tecnica consentì di ridurre la dimensione della ruota anteriore. Nel 1884 John K. Starley realizzò a Coventry la prima Safety Bicycle ("bicicletta di sicurezza"), denominata "Rover" e destinata a ottenere un enorme successo commerciale: antesignana delle moderne biciclette, aveva ruote di dimensioni uguali e trasmissione a catena sulla ruota posteriore. In seguito ci furono altri progressi tecnologici. Nel 1888 Dunlop montò su un triciclo il primo pneumatico a camera d'aria. Nei primi anni del Novecento ci fu lo sviluppo delle prime competizioni sportive, come il Tour de France (1903) e nel 1909 il primo Giro d'Italia.

Evoluzione della bicicletta
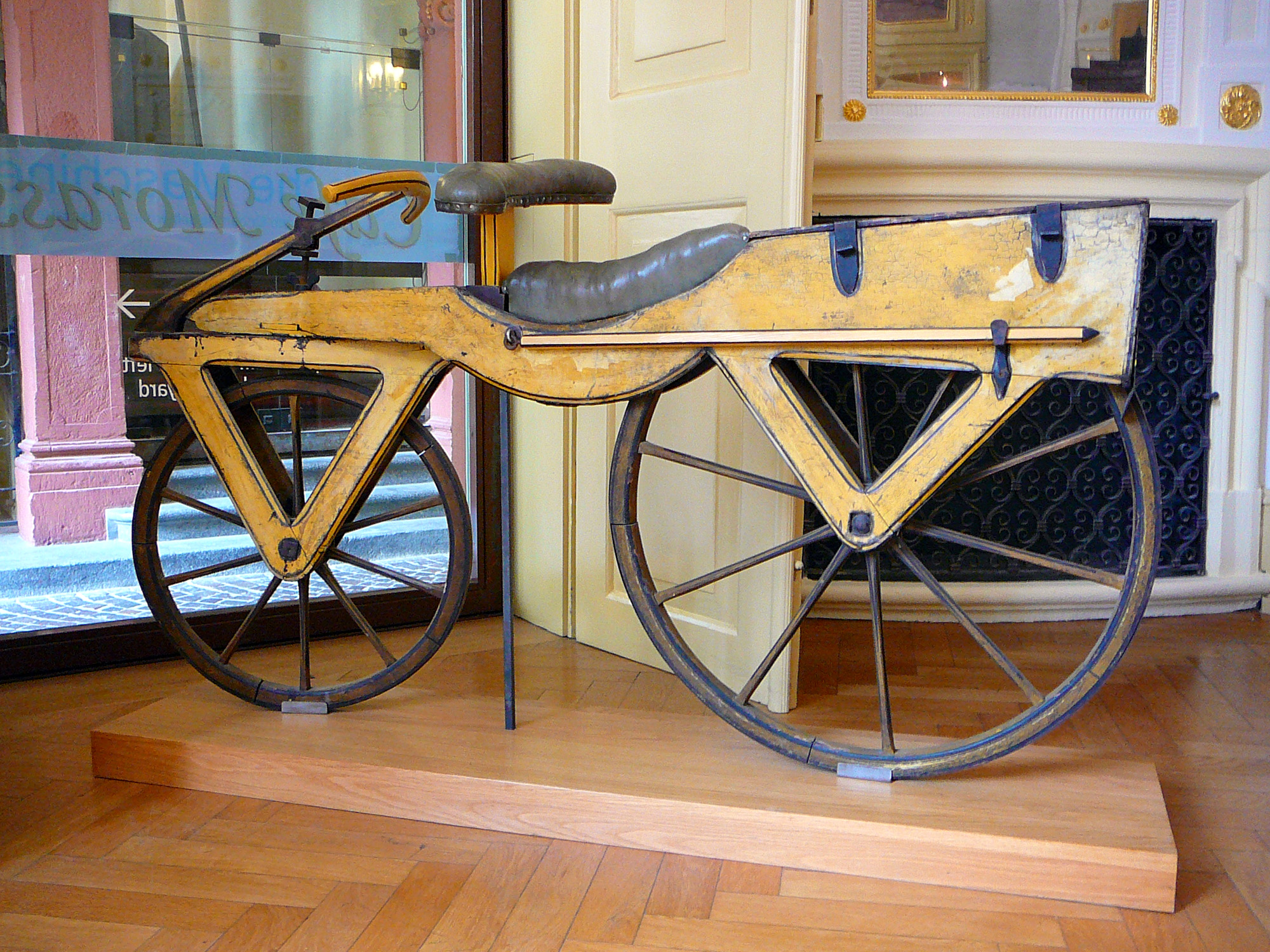
Draisina
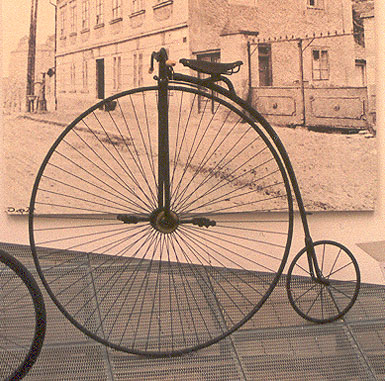
Biciclo
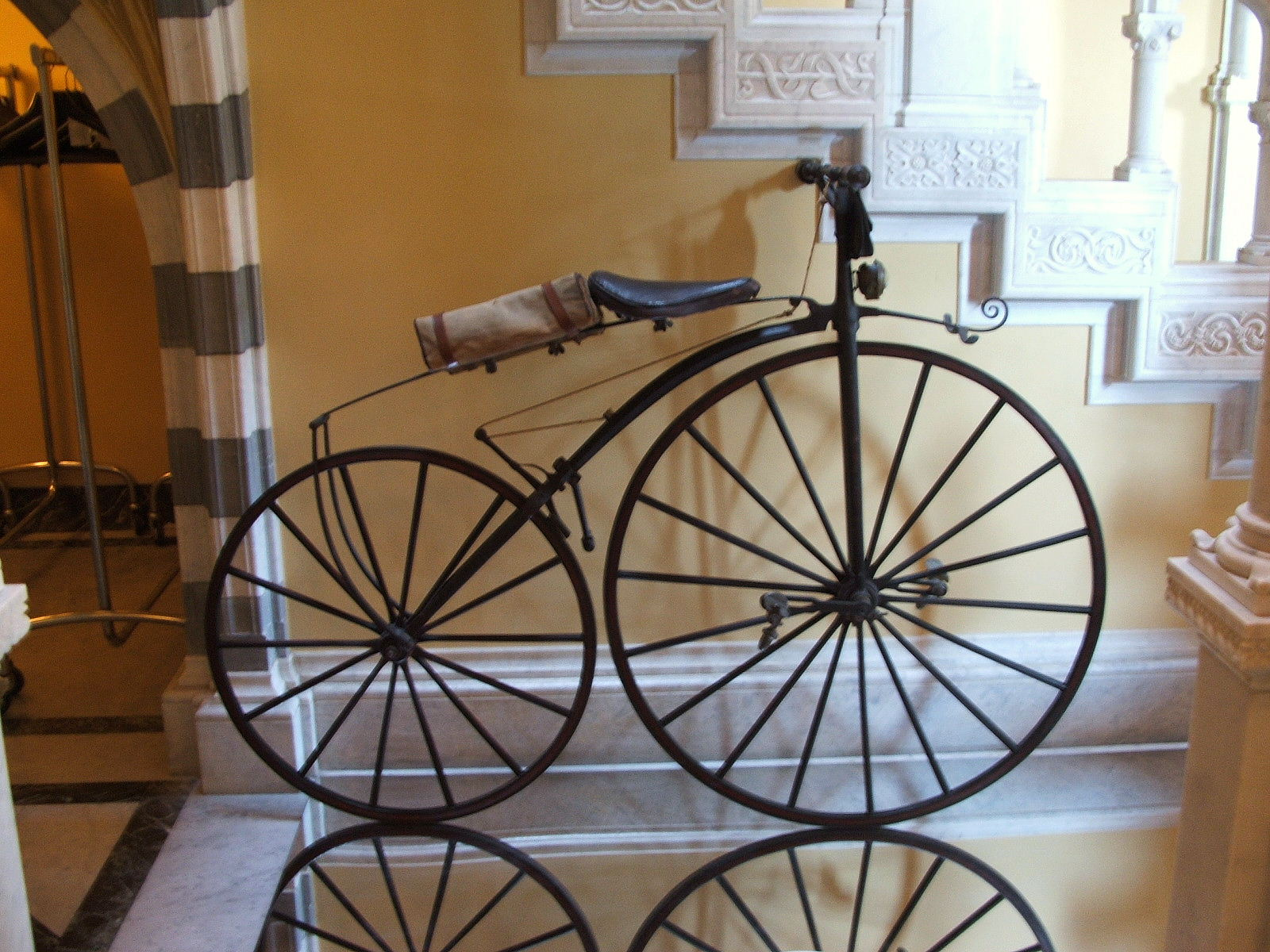
Bicicletta di fine '800
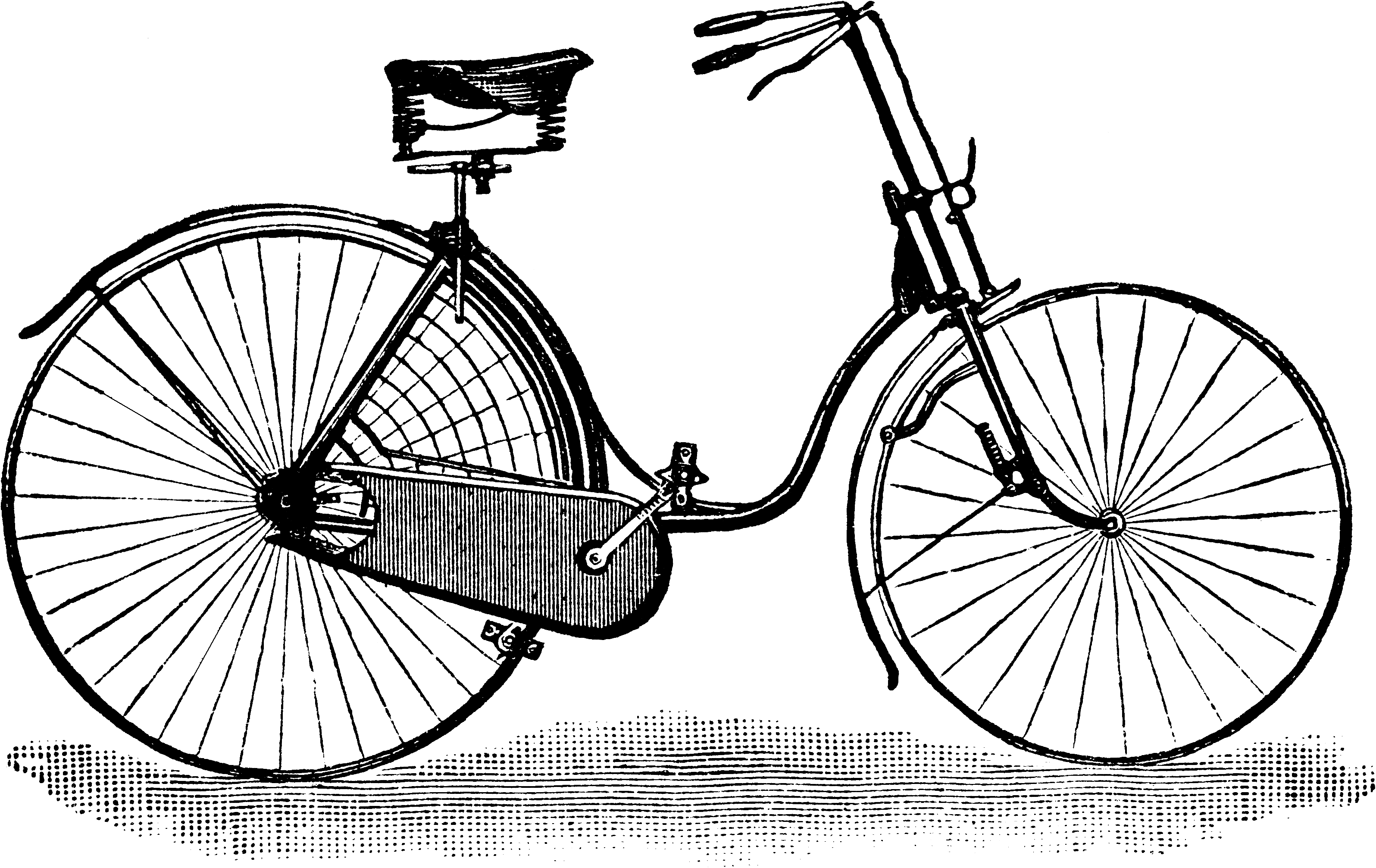
Bicicletta per signora di fine '800
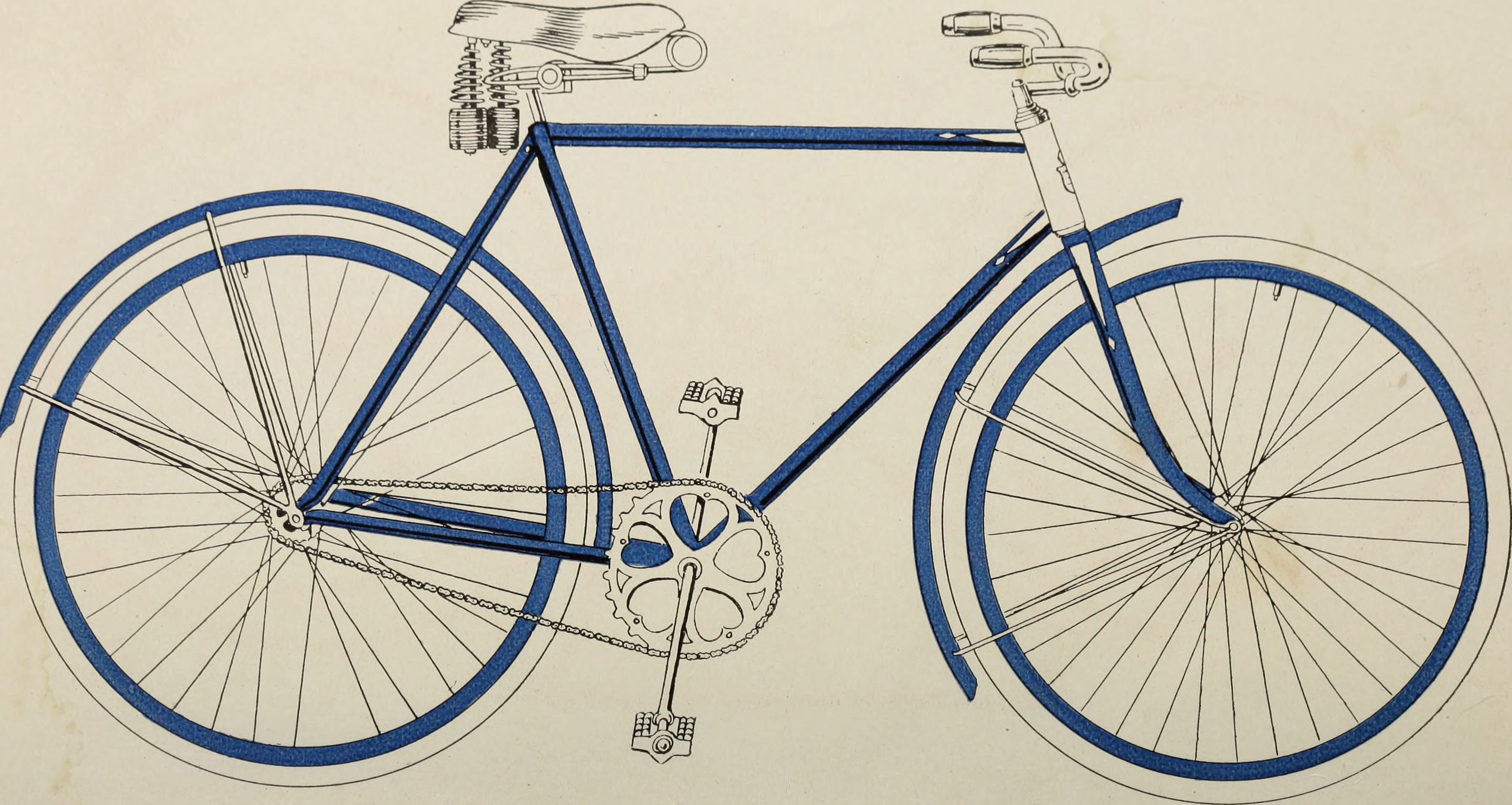
Bicicletta moderna di inizio '900

## Descrizione

### Componentistica

Parti della bicicletta

Sistema di trasmissione corona-pignone, con cambio a più pignoni e due corone anteriori

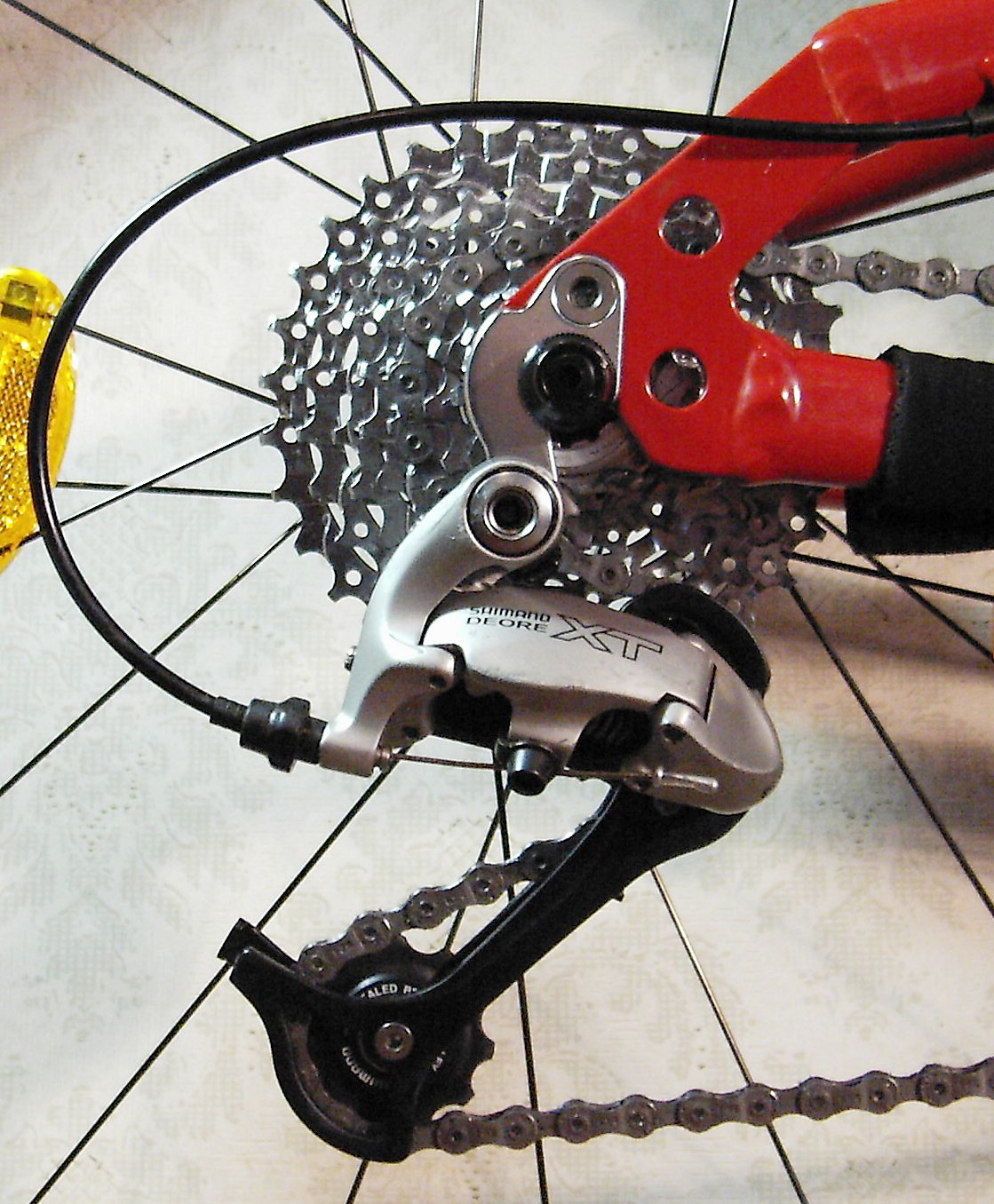
Deragliatore posteriore e pacco pignoni

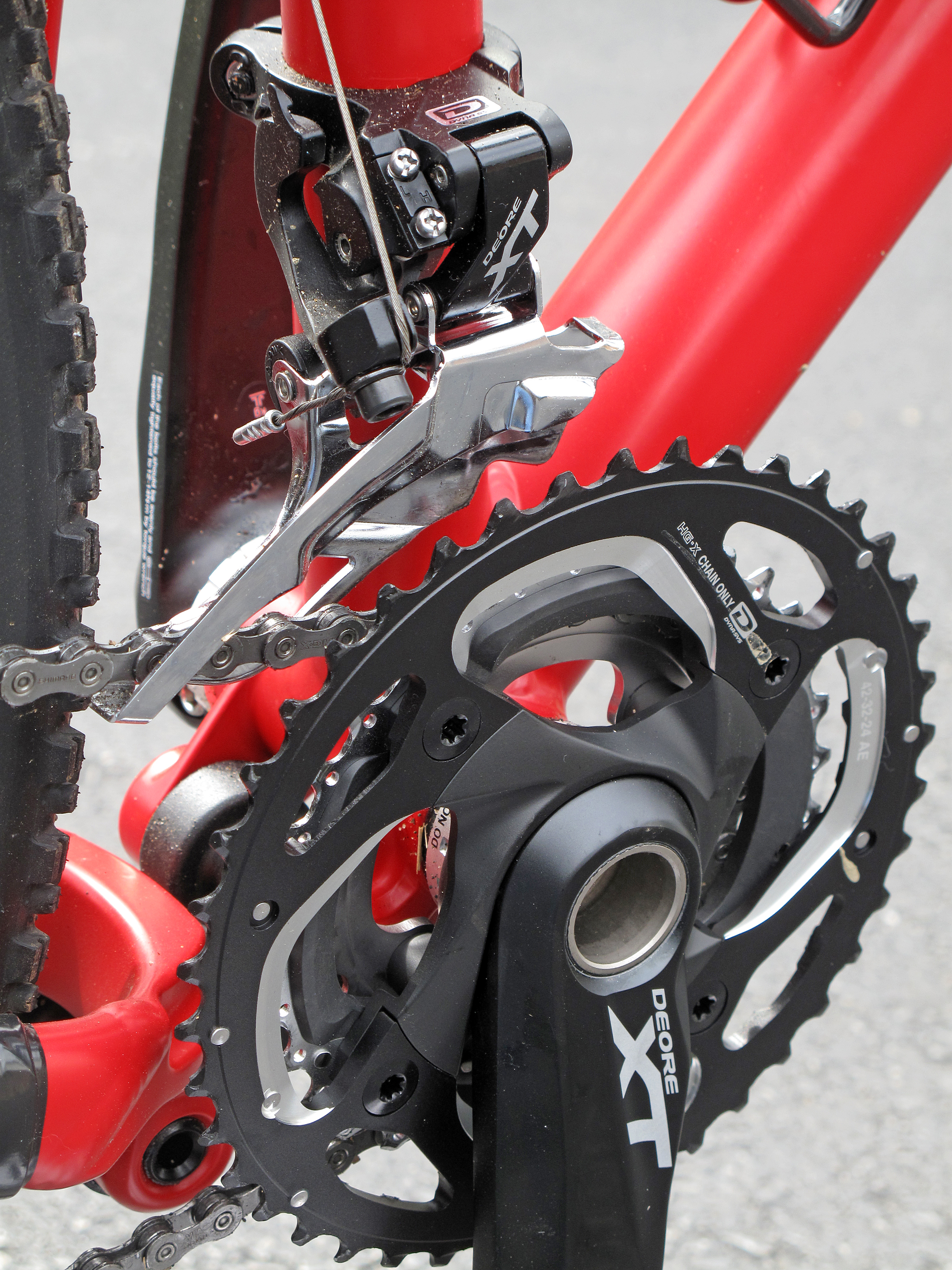
Deragliatore anteriore e guarnitura

Nel corso della sua lunga storia furono molti i tentativi di introdurre variazioni nella struttura della bicicletta, sia per migliorarne l'efficienza alla luce dei progressi scientifici, della biomeccanica in particolare, sia per esperimenti di design, ma nonostante ciò la struttura generale della bicicletta può ormai essere considerata cristallizzata e si trova sostanzialmente immutata in tutti i suoi numerosi tipi.
- Telaio: è l'elemento portante, tipicamente a geometria triangolare in quanto più rigido e resistente alle deformazioni, su cui sono collegate due ruote che ne consentono il rotolamento sul piano o terreno d'appoggio. In particolare il carro posteriore del telaio regge la ruota posteriore a cui il conducente impartisce il movimento con la pedalata attraverso il sistema di trasmissione. Sul telaio trovano alloggiamento tutte le altre numerose componenti che consentono il funzionamento del mezzo. In genere sono regolabili l'altezza del manubrio, della sella e l'avanzamento/arretramento della sella. Queste componenti possono essere raggruppate in una serie di sistemi che assolvono ciascuno una specifica funzione. Solitamente il tubo superiore del telaio, nella versione della bici femminile, assume una forma ricurva rivolta verso il basso al fine di agevolare la salita indossando gonne o tubini.
- Sistema di trasmissione a corona-pignone: formato da pedali, pedivelle, movimento centrale, corona (la ruota dentata della guarnitura), catena di trasmissione e pignone (la ruota dentata sul mozzo posteriore). Pignone e corona attuano un certo rapporto di trasmissione che in molti tipi di bicicletta può essere variabile grazie al cambio di velocità, costituito da ingranaggi multipli sulla ruota posteriore ed eventualmente sulla corona, o più raramente da sistemi di ingranaggi contenuti nel mozzo della ruota posteriore (cambio epicicloidale). Il deragliatore è un componente fondamentale del cambio e serve a spostare la catena da un ingranaggio all'altro. Una volta si usava selezionare le marce direttamente con il manettino. Le biciclette senza cambio vengono chiamate single-speed.
- Sterzo: costituito dalla forcella che regge la ruota anteriore collegata, mediante il canotto o pipa inclinato in avanti, al manubrio, consente di variare la direzione della ruota anteriore rispetto all'asse longitudinale del mezzo per eseguire le curve. La forcella funge da punto di aggancio della ruota anteriore e la sua geometria, ovvero l'insieme delle principali misure (lunghezze e angoli) che definiscono una particolare configurazione, ha una grande influenza sulla guidabilità dell'intero mezzo.
- Ruote: sono dotate di raggi dal mozzo al cerchione per conferire loro il vincolo con il mozzo o asse della ruota e in numero e spessore tale da ottenere una rigidità in grado di opporsi alle deformazioni da sollecitazioni meccaniche del terreno e la torsione per effetto della rotazione dell'asse stesso. Completano le ruote le camere d'aria o tubolari e il copertone montati sul cerchione. Per ridurre l'attrito delle parti in movimento vengono utilizzati cuscinetti a sfere: sul mozzo delle ruote sono realizzati avvitando sui perni dei supporti a forma di cono con la superficie concava, su cui scorrono le sfere, trattenute in apposite cavità realizzate nel mozzo. I cuscinetti sono presenti anche nel movimento centrale, nei pedali, nello sterzo, nel meccanismo di ruota libera. Sulla ruota posteriore è normalmente montato un meccanismo di ruota libera, che permette alla ruota posteriore di girare nel solo senso di marcia indipendentemente dal movimento dei pedali, quando a questi non venga impressa una forza, consentendo alla bicicletta di avanzare per inerzia. Alcune biciclette montano invece il cosiddetto scatto fisso, inizialmente caratteristico delle bici da pista senza freni e senza cambio usate nei velodromi, ma che ultimamente trova sempre maggiore diffusione anche per l'uso su strada.
- Impianto frenante: può essere di vari tipi e può agire sul mozzo della ruota (a disco o a tamburo) o sui cerchioni (a bacchetta, cantilever, freni a V, .. ). I comandi dei freni sono normalmente sul manubrio. Esiste anche un comando di freno a contropedale che attiva un freno, generalmente a tamburo, se ai pedali viene applicata una forza in direzione opposta a quella del movimento.
- Sellino: il conducente viaggia normalmente in posizione seduta su un sellino di forma approssimativamente triangolare, posta leggermente arretrata rispetto alla verticale del movimento centrale e collegata al telaio mediante un tubo detto reggisella o canotto della sella che scorrendo all'interno del piantone consente la regolazione dell'altezza della sella. Da questa posizione gode di una ottima visuale sull'ambiente circostante e sull'eventuale traffico.

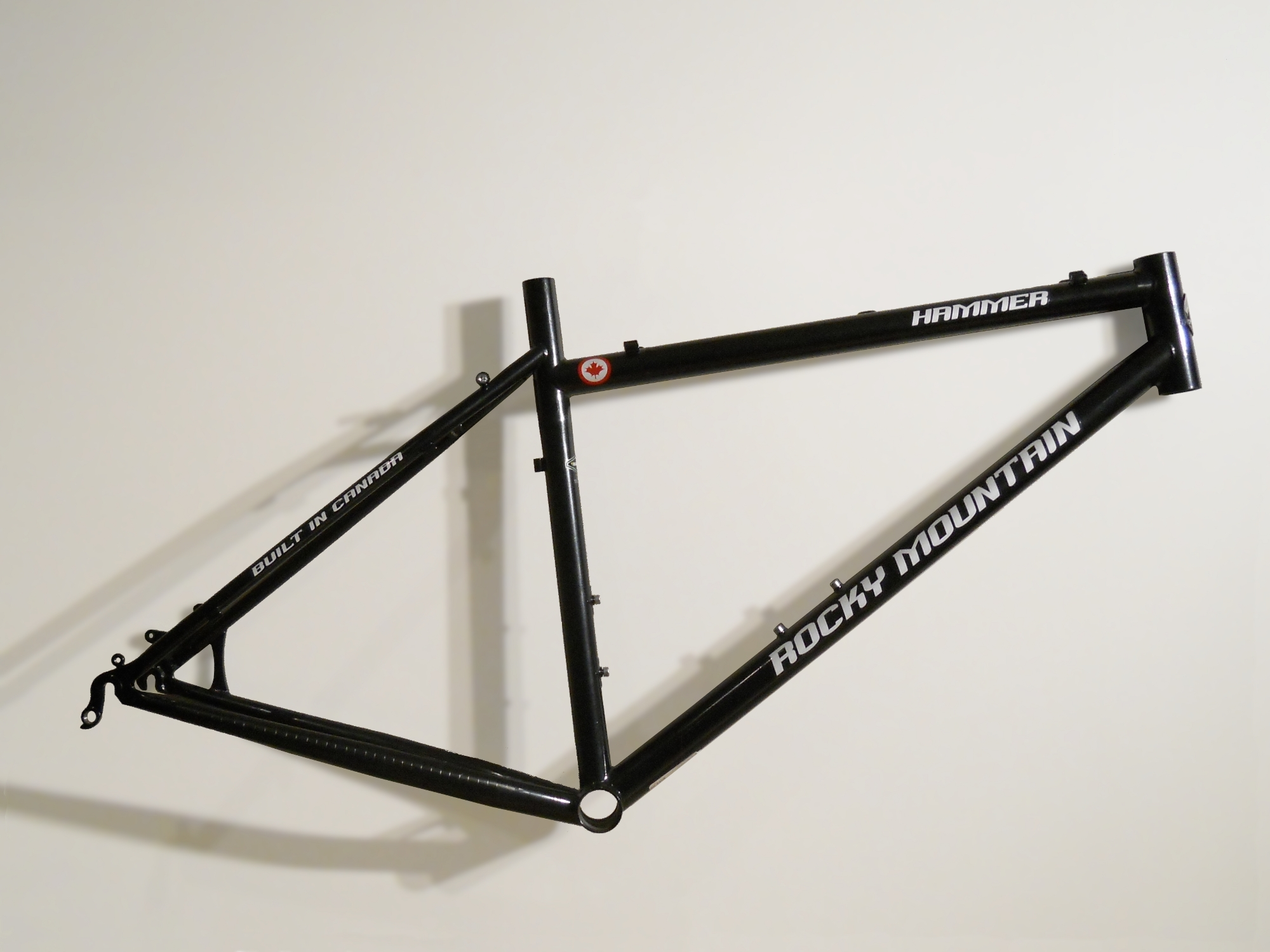
Telaio
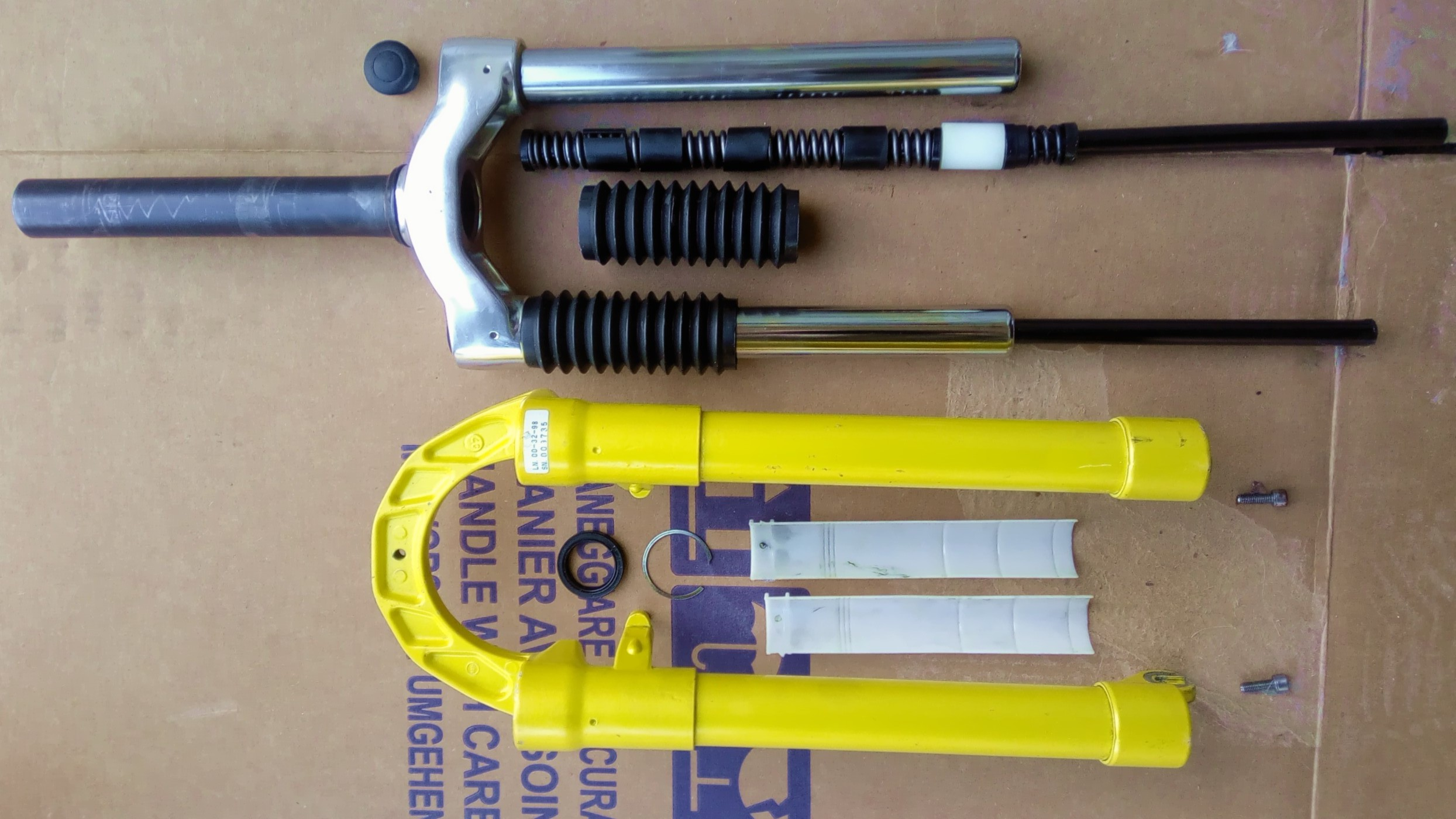
Forcelle
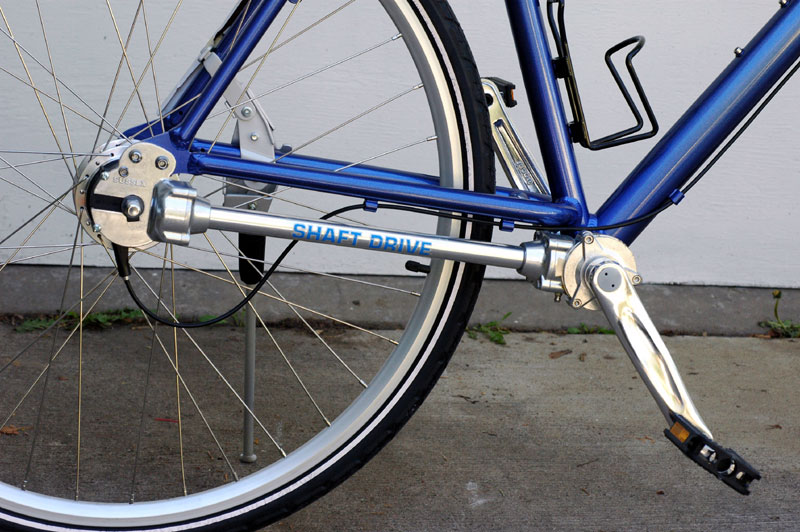
Bicicletta con asse di trasmissione al posto della catena
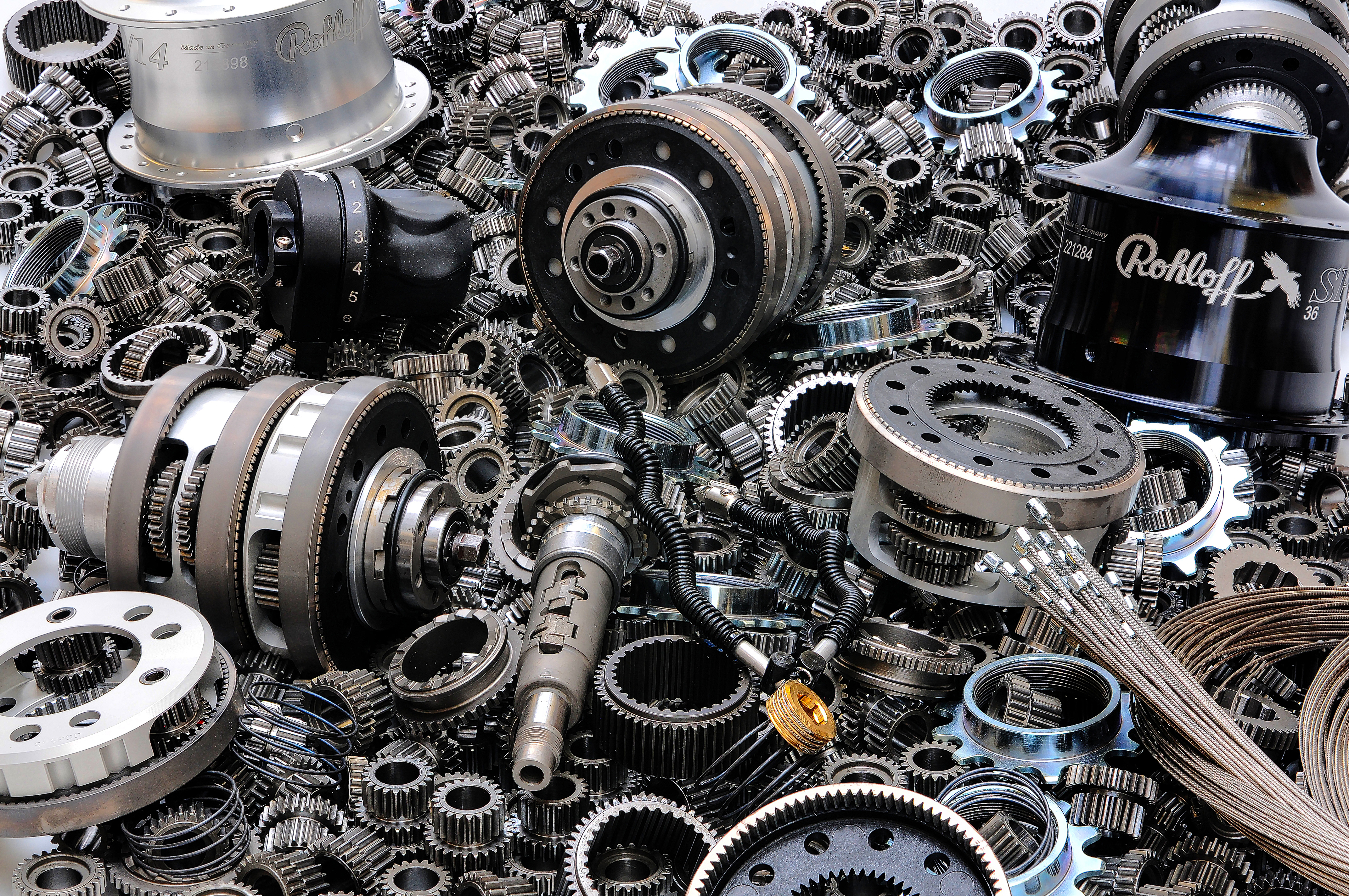
Componenti di un sistema di trasmissione per biciclette RohloffSpeedhub 500/14.
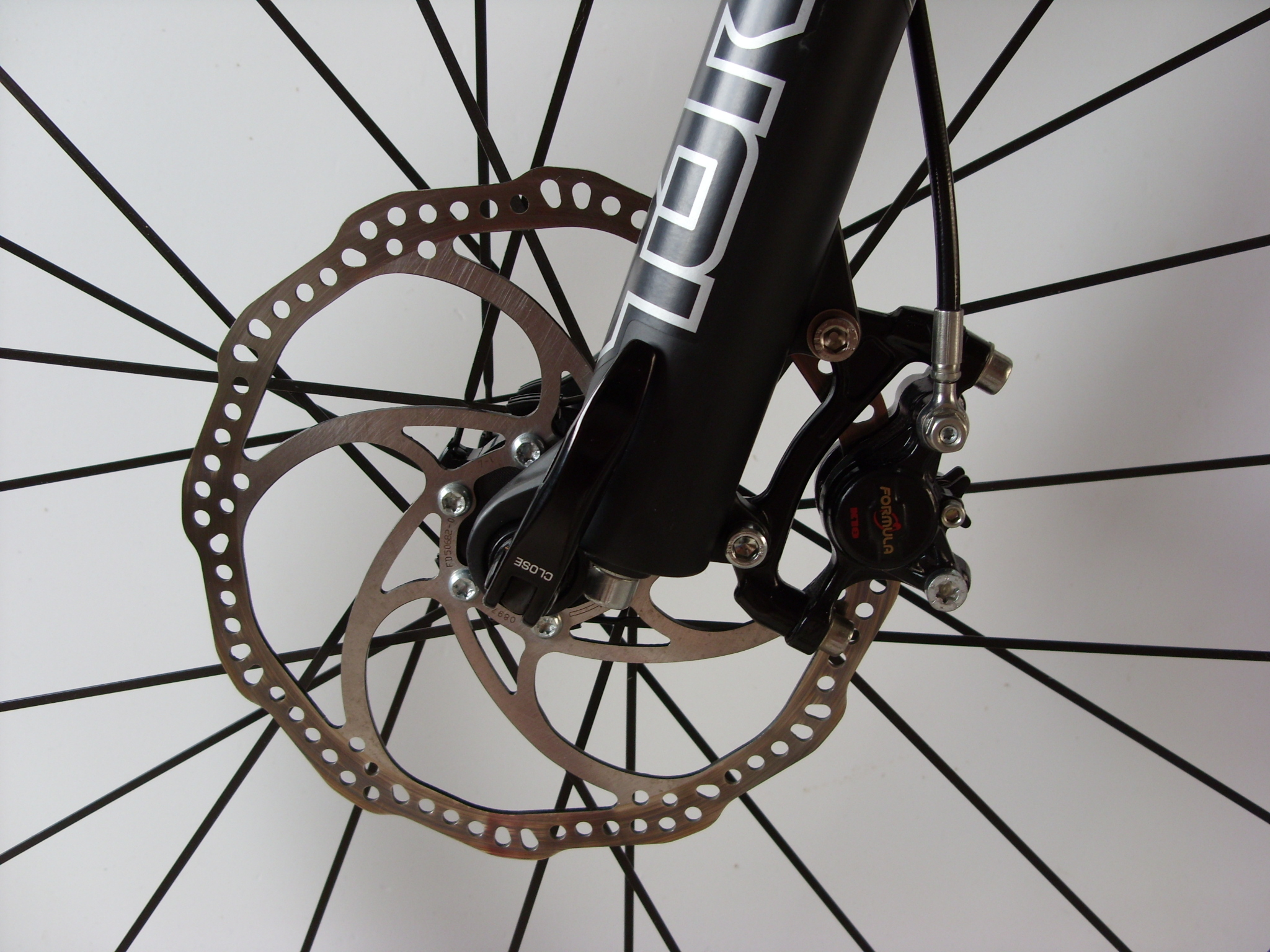
Freno a disco per bici
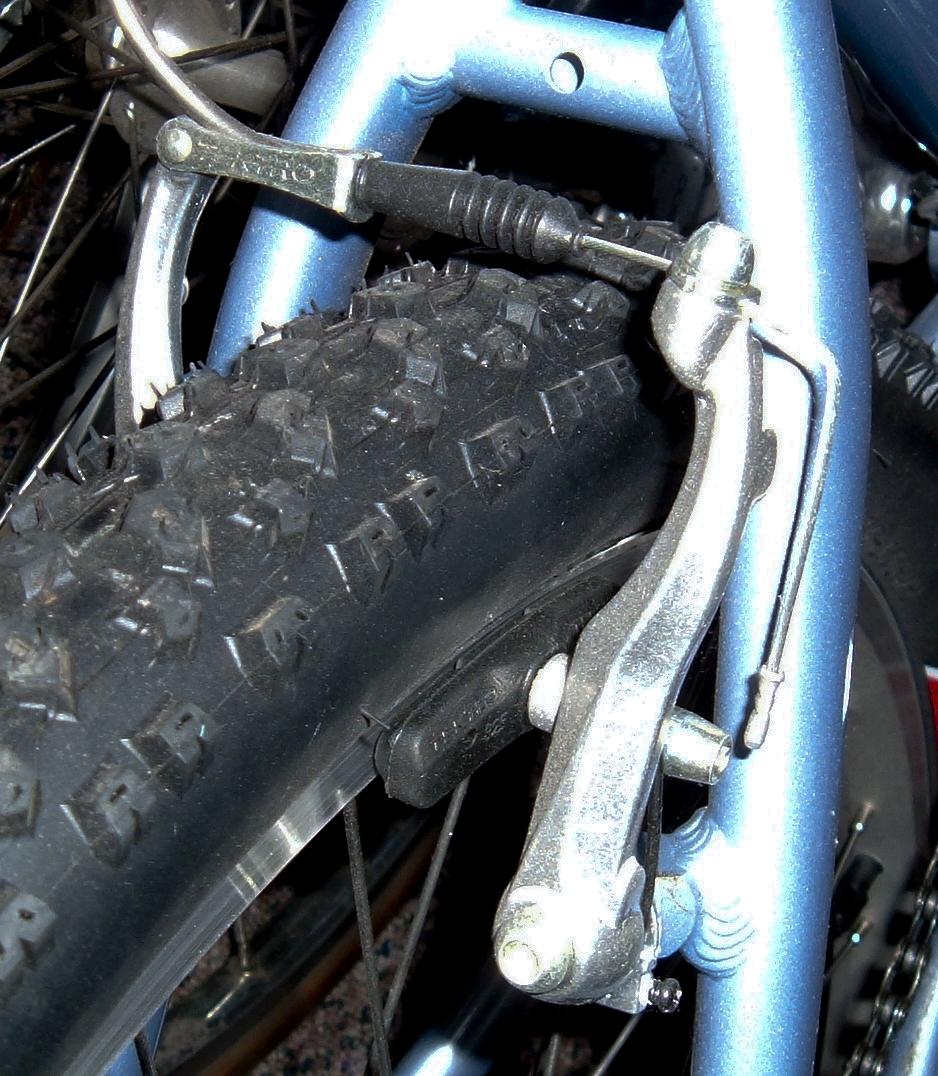
Freno a V
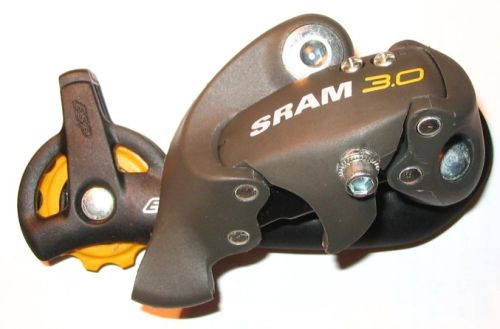
Deragliatore posteriore
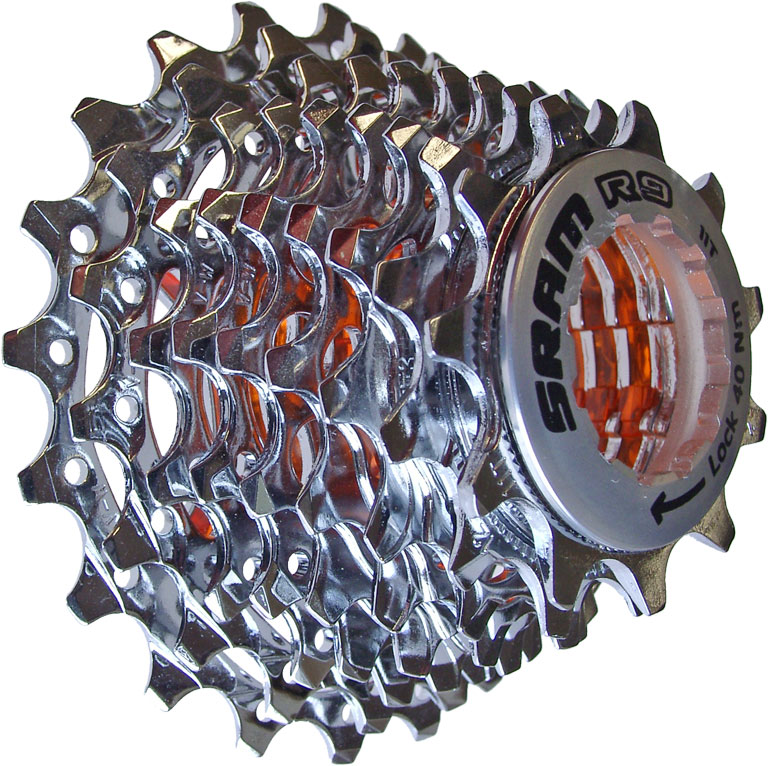
Pacco pignoni SRAM
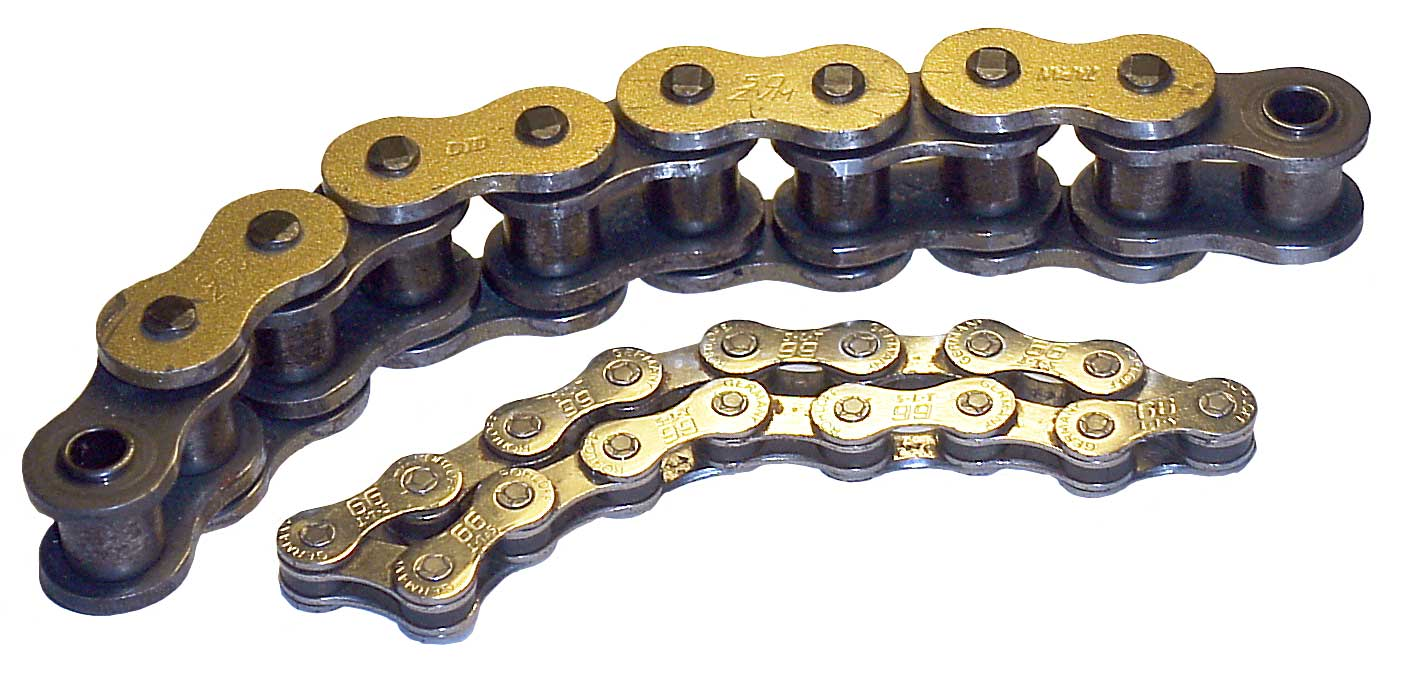
Catena

## La fisica della bicicletta

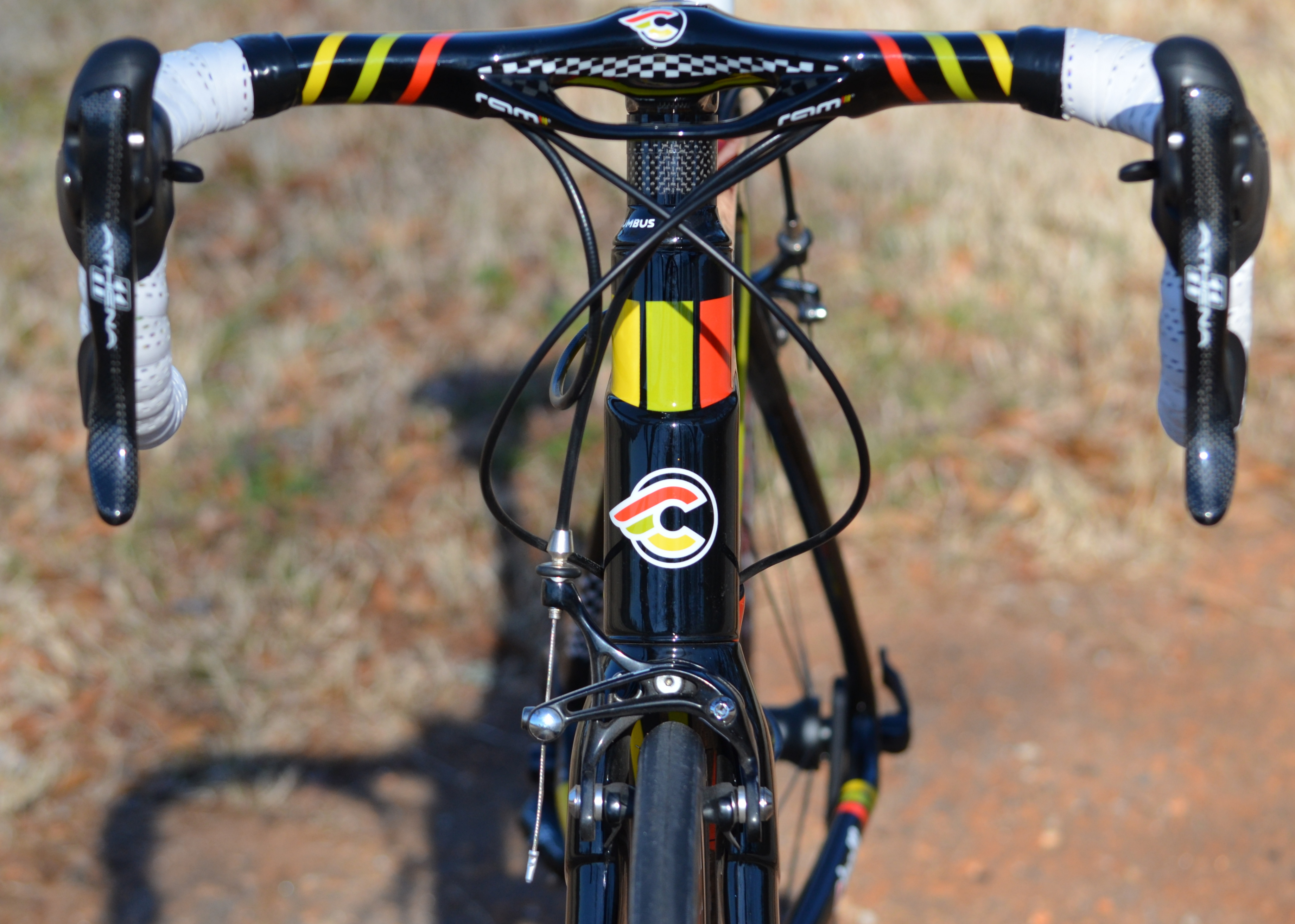
Manubrio Cinelli di bici da corsa

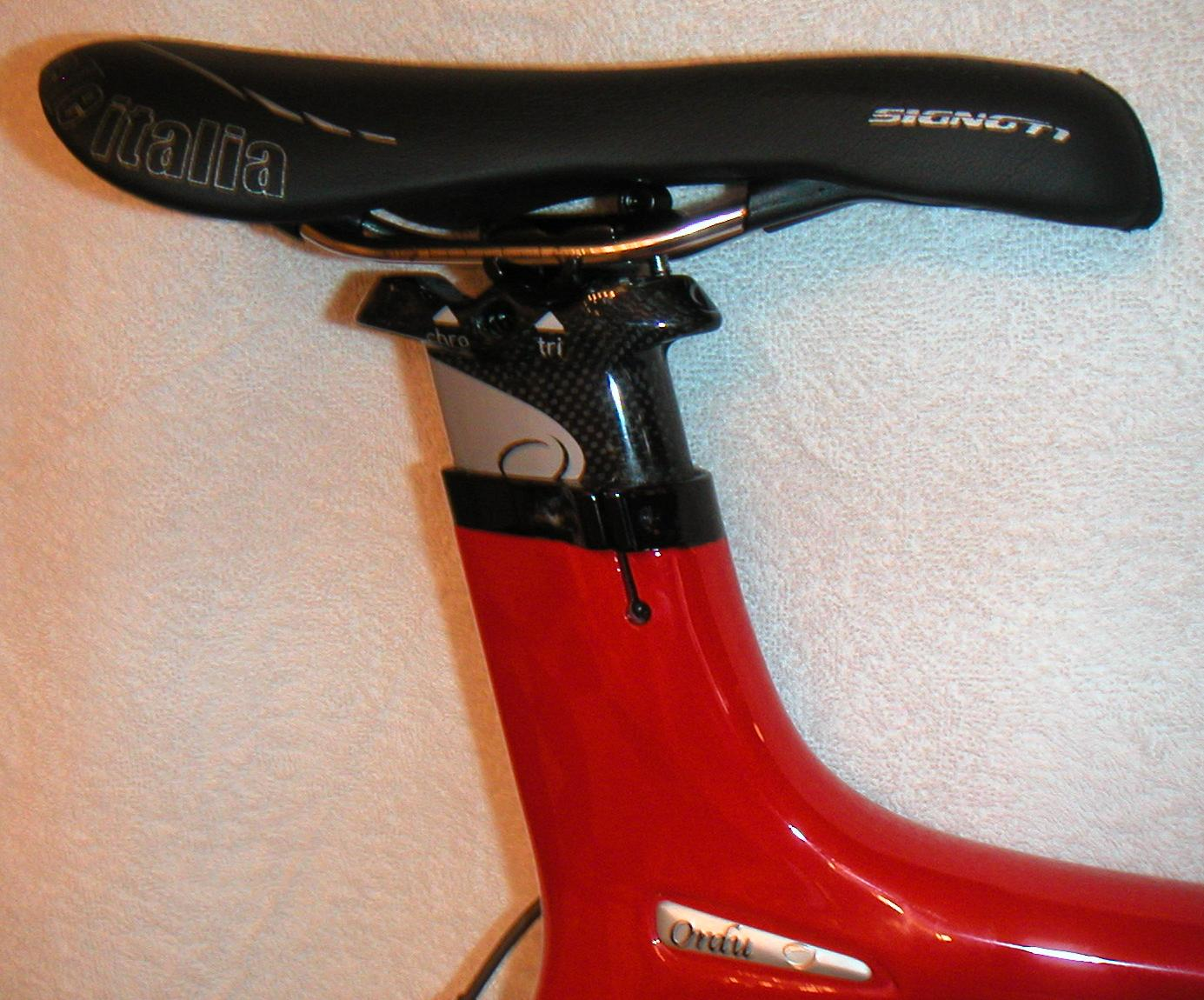
Reggisella in carbonio e sella ergonomica moderna di bici da corsa

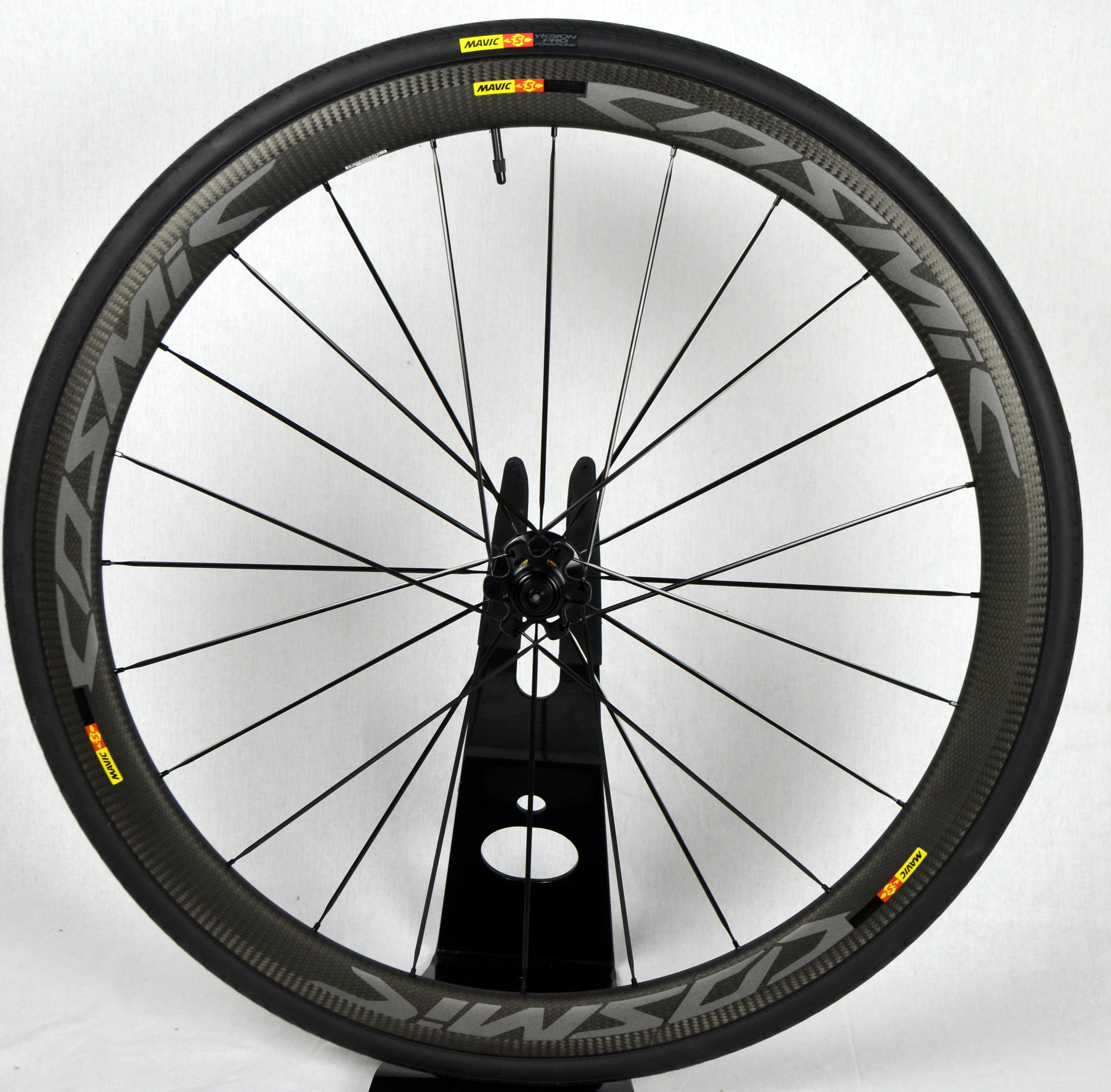
Ruote per bici da corsa

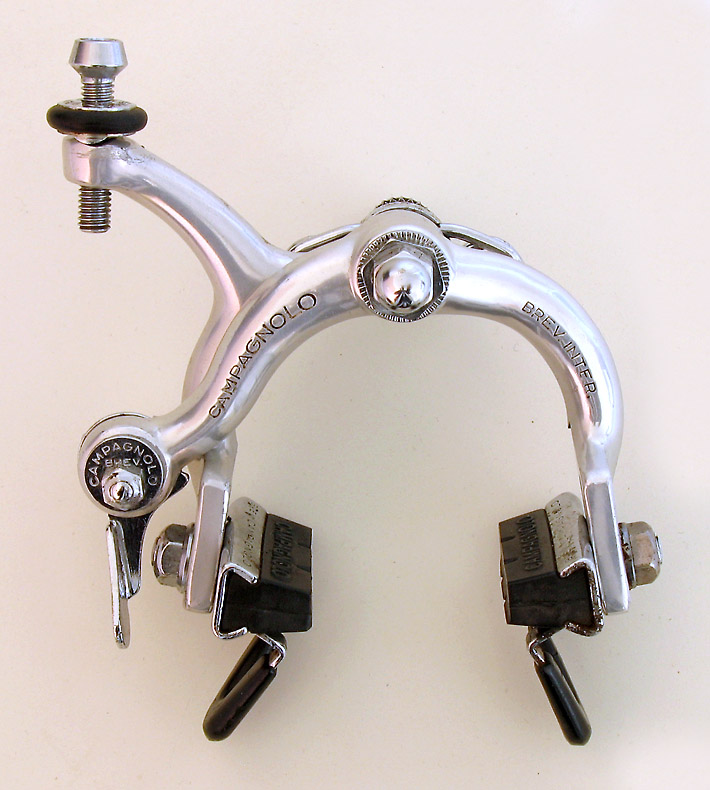
Freno a pattino

### Meccanica
La bicicletta è una macchina che trasforma l'energia muscolare in energia cinetica: durante il movimento della pedalata viene infatti applicata sui pedali una coppia di forze che vengono trasferite e amplificate, a mezzo delle pedivelle che fungono da leva, al movimento centrale. Così facendo si genera una rotazione dell'asse del movimento centrale: questo, una volta in movimento, con dei vincoli meccanici trasferisce il momento risultante alla corona anteriore che la trasferisce alla catena. La catena applica una coppia di forze ai rapporti posteriori, mettendoli in rotazione. Gli ingranaggi, essendo vincolati alla ruota posteriore, producono il movimento di rotolamento o avanzamento sul terreno di appoggio. L'energia è trasferita infine a tutto il telaio e alla ruota anteriore attraverso dei vincoli meccanici, come per esempio la forcella anteriore.
La bici ha un rendimento maggiore della corsa a piedi perché, a livello logico-meccanico, è intrinsecamente una leva costituita dal movimento della pedivella (il braccio della leva), a cui è agganciato il pedale, attorno al perno del cosiddetto movimento centrale della pedalata. A differenza della corsa, dove parte dell'energia meccanica è spesa per vincere la forza di gravità, nella bicicletta gran parte del movimento è trasmesso in avanti in maniera molto più efficiente. Tuttavia questi vantaggi, per concretizzarsi in una superiorità della bici rispetto alla corsa, necessitano di una “strada”, ossia di un terreno con determinate prerogative di liscezza e “sinuosità”.

### L'equilibrio
(Albert Einstein)
La bici si (auto)stabilizza, controbilanciando la componente della gravità, grazie all'angolo di inclinazione del vincolo della ruota rispetto alla perpendicolare (rispetto al suolo) (la proiezione dello sterzo sul terreno (avancorsa) deve risultare più avanti rispetto al centro della ruota), alla distribuzione del peso delle parti anteriori che sono poste più in avanti rispetto all'asse sterzante e alla precessione dell'effetto giroscopico della ruota anteriore che tende a farla sterzare in maggior grado, facendo così intervenire i due fattori precedenti (avancorsa e distribuzione dei pesi delle parti anteriori); affinché quest’ultimo effetto sia sufficiente a instaurare il regime di (auto)equilibrio della bicicletta, occorre che si generi un adeguato momento angolare, ossia che la velocità di rotazione della ruota anteriore sia superiore a un valore minimo. Una ricerca ha mostrato che dilettanti e ciclisti esperti mantengono l'equilibrio in maniera diversa quando sono in bici.

### I consumi energetici

L'immagine rappresenta le varie componenti della potenza necessaria per far avanzare una bicicletta a velocità crescente lungo una pendenza del 5%. In blu è rappresentata la potenza impiegata per vincere la resistenza dell'aria, in giallo quella per salire lungo il piano inclinato, in rosso quella per vincere la resistenza al rotolamento e in verde quella necessaria per accelerare.

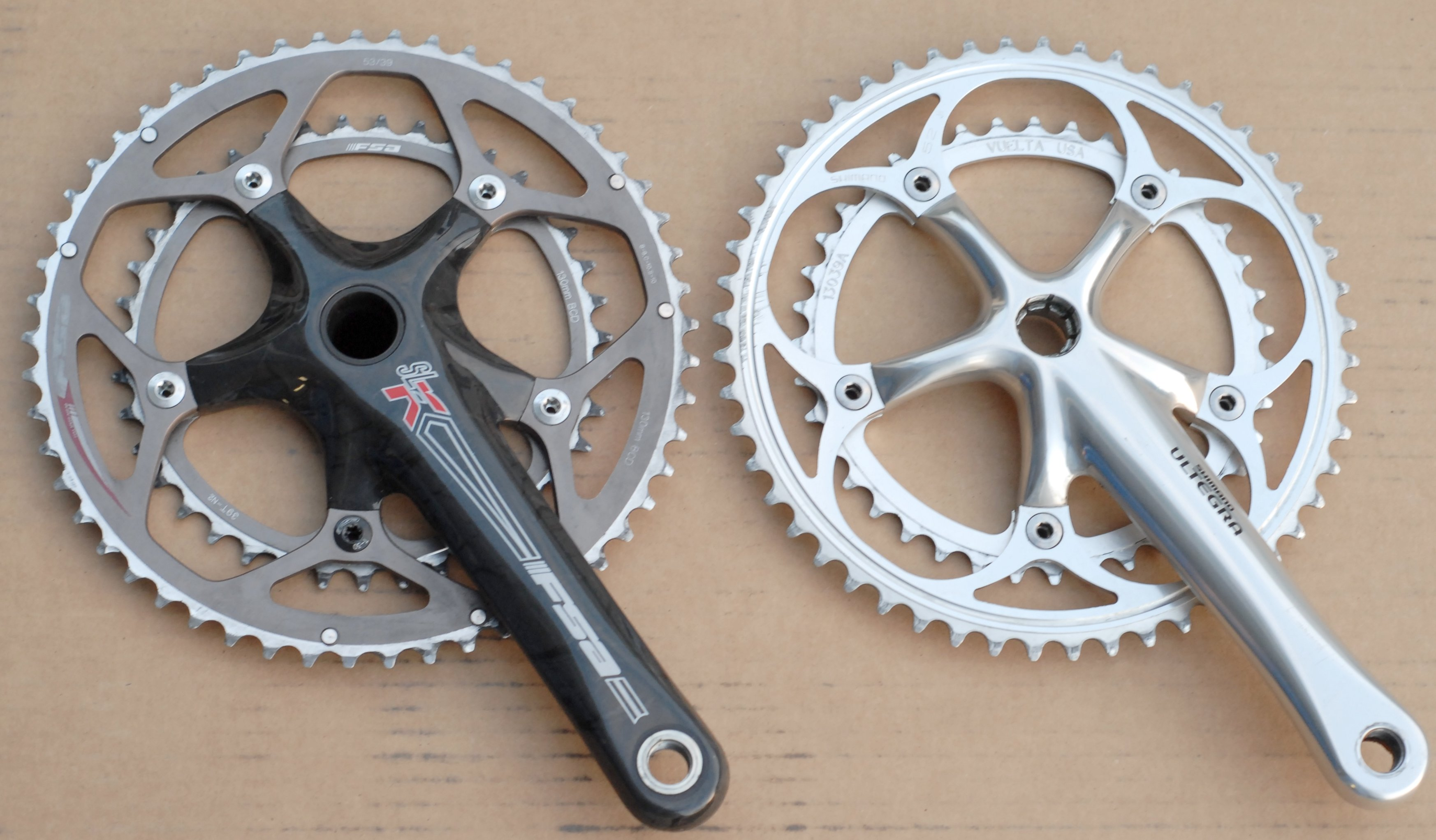
Esempio di guarnitura con pedivelle e corona

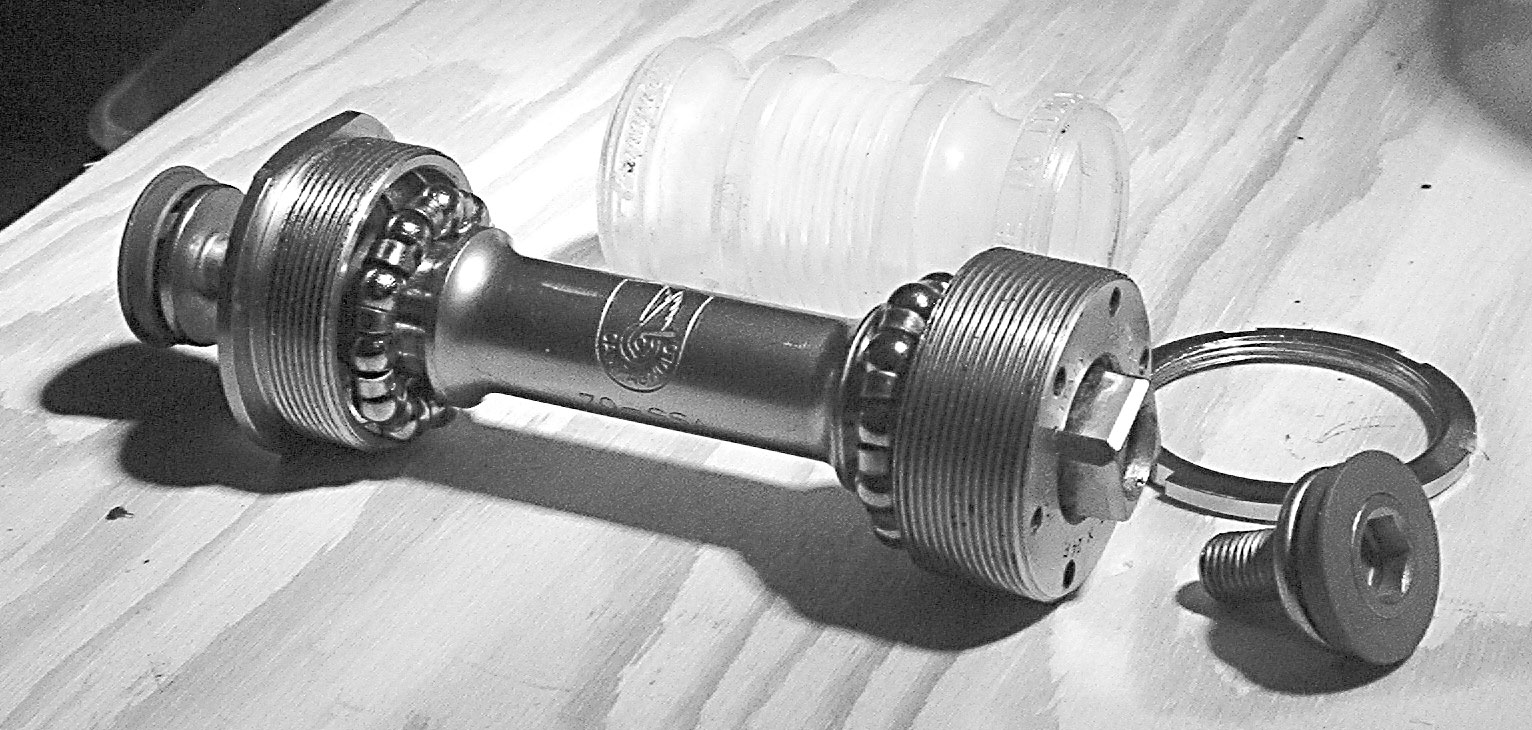
Movimento centrale

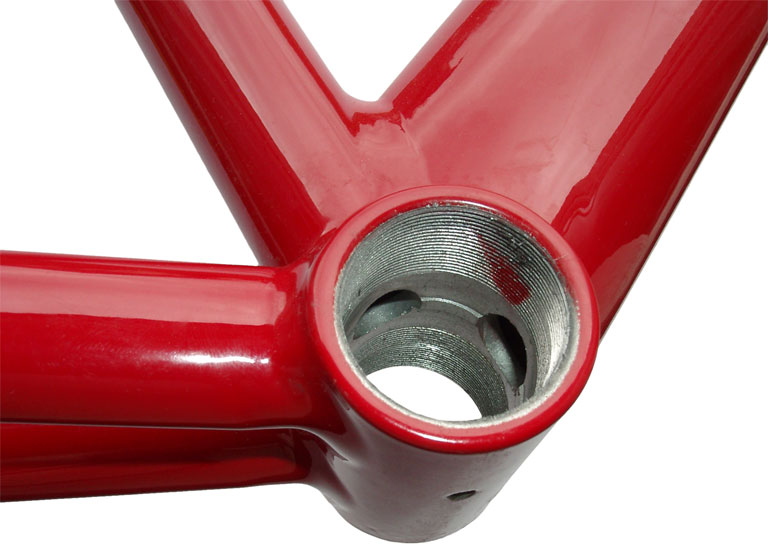
Sede del movimento centrale

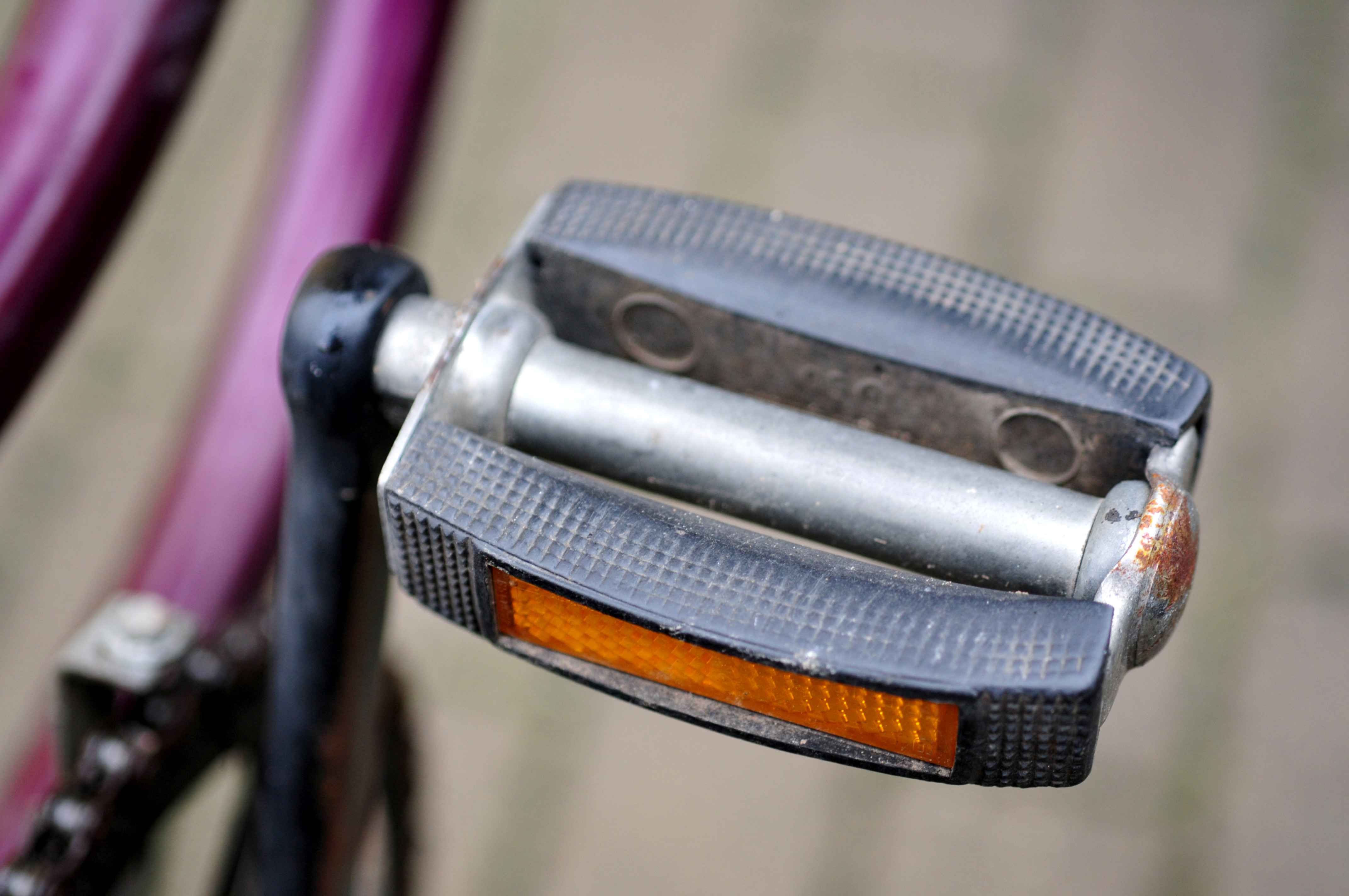
Pedale

L'energia necessaria per far avanzare la bicicletta (fino ai 10–20 km/h), su strada piana e in assenza di vento, è prevalentemente quella necessaria a vincere gli attriti meccanici, da tenere in considerazione che l'attrito volvente degli pneumatici è molto variabile a seconda della tipologia del mezzo e quindi degli pneumatici, in quanto per le biciclette da montagna si ha un valore di coefficiente di attrito volvente pari a circa 0,13, che scende fino a 0,0034 per le biciclette da corsa. Alla velocità di circa 18–20 km/h la resistenza aerodinamica, che cresce col quadrato della velocità, non è più trascurabile e diventa di gran lunga preponderante al crescere della velocità il coefficiente di resistenza aerodinamica moltiplicato per la sezione frontale. In linea di massima si ha una superficie di resistenza aerodinamica (drag area) pari a 0,276 per le biciclette da montagna che decresce fino a 0,193 per le bici da corsa.
A influenzare la velocità ci sono vari fattori come la condizione del fondo stradale, la sezione dei copertoni, la resistenza aerodinamica, ecc. In generale con il diminuire della sezione delle coperture diminuisce la resistenza e a parità di potenza aumenta la velocità.
La pressione delle coperture ha grande importanza: solitamente le coperture riportano la pressione consigliata di gonfiaggio, al di sotto della quale le prestazioni decadono e la copertura si rovina. Il vento favorevole o sfavorevole, per quanto flebile, influenza notevolmente le prestazioni. Analogamente è importante la superficie frontale del ciclista che è causa della resistenza aerodinamica per attrito con l'aria. La posizione tenuta da chi va in bicicletta influenza molto la resistenza aerodinamica, così come anche la presenza di cavi per i freni e altro. I ciclisti cercano infatti la postura corretta, così come il più possibile la scia di chi li precede per mantenere la velocità desiderata con il minimo sforzo.
La postura del ciclista a velocità superiori ai 20–25 km/h comincia a essere molto importante. La postura meno efficiente è quella a busto eretto che si assume sulle "biciclette olandesi"; in quelle da corsa, con le mani sull'impugnatura bassa, si offre meno superficie alla resistenza dell'aria, e ancora meno nelle biciclette reclinate o recumbent, ma nel secondo decennio del terzo millennio sono comparse anche biciclette dalla postura prona.

Per quanto riguarda le biciclette da corsa, sono stati eseguiti studi aerodinamici sulle varie posizioni mantenute durante la guida, analizzando sia l'area frontale, sia il coefficiente aerodinamico, evidenziando una differenza significativa a livello di sezione frontale con un 0,246 m² per la posizione "superman" e i 0,423 m² per la posizione eretta con presa bassa, mentre il coefficiente di resistenza aerodinamica rimaneva compreso tra 0,568 della postura "Time trial top tube" e 0,679 della postura "Time trial & reg. Helmet", con un conseguente {\displaystyle C_{d}A} che varia da un minimo di 0,15 della posizione "superman" ad un massimo di 0,277 della posizione eretta con presa bassa.

Questi test sono stati fatti anche con altri tipi di bicicletta e con varie soluzioni aerodinamiche a confronto, evidenziando come una protezione aerodinamica impatti positivamente sul coefficiente di resistenza aerodinamico.
La larghezza degli pneumatici è un fattore importante a seconda del tipo di terreno e velocità. Se usati su strada asfaltata e velocità elevate (sopra i 20–25 km/h) gli pneumatici stretti tipici delle biciclette da corsa offrono un minor attrito volvente, quindi hanno prestazioni migliori. Su asfalti rovinati sono preferibili pneumatici più larghi tipici delle biciclette da città perché garantiscono un ammortizzamento migliore delle asperità dell'asfalto. Su terreni terrosi e accidentati si utilizzano pneumatici larghi dotati di tasselli più o meno pronunciati (tacchetti), in modo da evitare lo slittamento della gomma. Per percorsi misti, strade asfaltate e fuoristrada, si utilizzano pneumatici larghi, con le dentature disposte solo lateralmente, in modo da avere minore resistenza in città e garantire la tenuta in piega su terreni terrosi, argillosi, ecc.
L'andamento che massimizza la percorrenza, a parità di energia spesa, è quando la velocità è costante. Velocità tipiche, indicative e soggettive, sono 15–25 km/h in pianura. Velocità superiori a 30 km/h cominciano a diventare impegnative se sostenute per più di qualche minuto. Velocità dai 35 ai 50 km/h sono tipiche dei gruppi di ciclisti anche amatoriali quando sono in gruppo e si alternano alla testa del gruppo, con picchi di 65 km/h. Velocità superiori ai 50 km/h sono tipiche di professionisti, soprattutto se non si sta correndo in gruppo. Su strada piana possono essere raggiunte dai professionisti velocità di circa 60–65 km/h fino a 75 km/h in volata. In discesa si possono superare i 100 km/h. Scendere sotto una certa velocità minima è difficile perché l'equilibrio e la stabilità dell'andatura diventano precari.
A titolo indicativo la tabella seguente illustra la relazione tra velocità  e energia e potenza meccaniche necessarie all'avanzamento di una bicicletta da corsa. I parametri usati sono: peso del ciclista 75 kg, peso della bicicletta 10 kg, pneumatici da corsa.
| Velocità v (km/h) | Potenza P1 (watt) | Energia E1 (kJ/km) | Potenza P2 (watt)            | Energia E2 (kJ/km)           |
| ----------------- | ----------------- | ------------------ | ---------------------------- | ---------------------------- |
|                   | Mani sul manubrio | Mani sul manubrio  | Mani sulle impugnature basse | Mani sulle impugnature basse |
| 5                 | 5                 | 3,6                | 5                            | 3,6                          |
| 10                | 15                | 5,4                | 14                           | 5                            |
| 15                | 32                | 7,7                | 29                           | 7                            |
| 20                | 60                | 10,8               | 55                           | 9,9                          |
| 25                | 103               | 14,8               | 94                           | 13,5                         |
| 30                | 166               | 19,9               | 149                          | 17,9                         |
| 35                | 251               | 25,8               | 224                          | 23                           |
| 40                | 363               | 32,7               | 323                          | 29                           |
| 45                | 504               | 40,3               | 448                          | 35,8                         |
| 50                | 680               | 49,0               | 602                          | 43,3                         |
| 55                | 894               | 58,5               | 790                          | 51,7                         |
| 60                | 1150              | 69,0               | 1015                         | 60,9                         |
| 65                | 1450              | 80,3               | 1279                         | 70,8                         |
| 70                | 1800              | 92,6               | 1587                         | 81,6                         |
Per migliorare le prestazioni aerodinamiche sono stati utilizzati sistemi di carenatura più o meno estesi nella sola parte anteriore, fino ad arrivare ai velomobili (biciclette completamente carenate), per quanto riguarda le soluzioni a carenatura anteriore, si possono apprezzare forti riduzioni della resistenza aerodinamica, anche con soluzioni relativamente contenute nella loro estensione, miglioramenti che vanno a plafonare con il crescere della loro estensione fisica.

#### Record di velocità
Le biciclette reclinate, generalmente abbinate all'utilizzo di una carenatura aerodinamica (velomobili), sono i più veloci veicoli a propulsione umana (HPV, Human Powered Vehicle) e detengono sostanzialmente tutti i record di velocità in questa categoria: 133,78 km/h (Sebastiaan Bowier, 2013) e 85,991 km/h nel record dell'ora (Fred Markham, 2006).

## Accessori

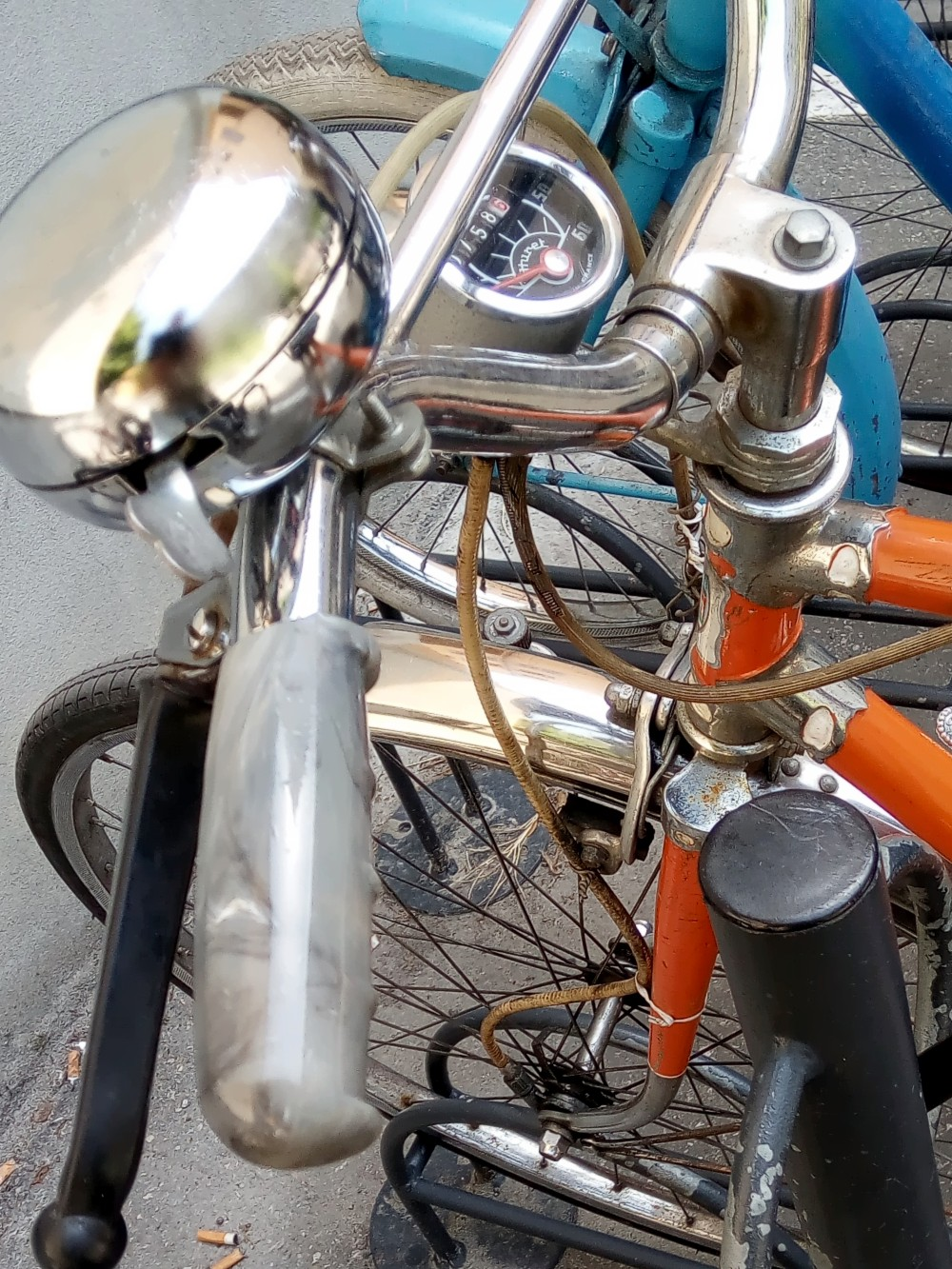
Tachimetro/odometro analogico puramente meccanico

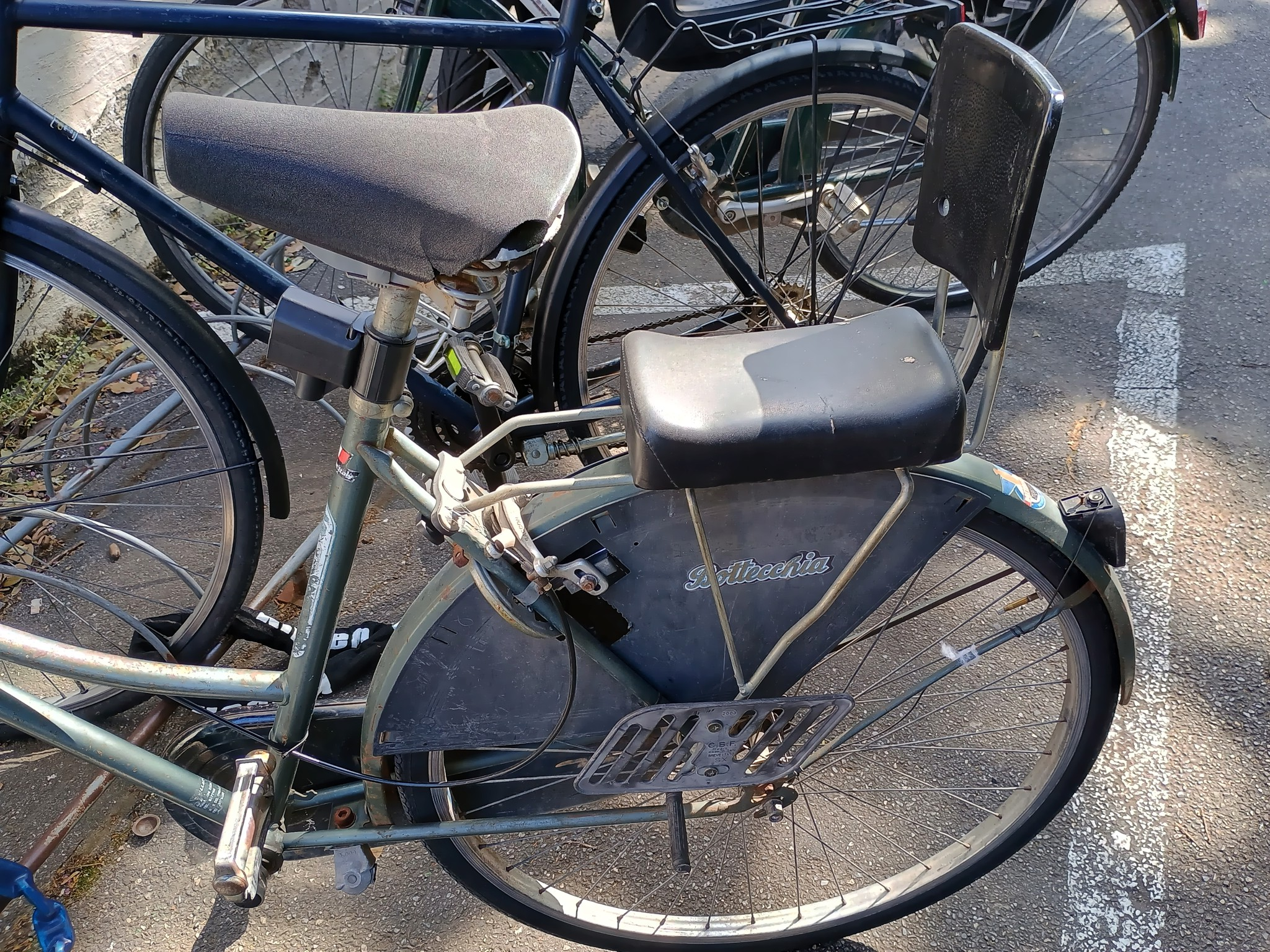
Bicicletta munita di sellino passeggero, con schienale e pedane

Alcune biciclette vengono dotate di elementi strutturali supplementari per migliorarne l'usabilità, questi possono essere integrati (saldati) o applicati se il telaio ne è predisposto o lo consente, come:
- Bloccaruota
- Cestini
- Supporto dinamo
- Parafanghi
- Portapacchi
- Sedile passeggero
- Supporto pompa aria
- Tachimetro

Sul mercato sono presenti altri accessori minori come la sella ammortizzata, le appendici sul manubrio, i fanali, i catarifrangenti, il ciclocomputer, la pompa per bicicletta, ecc.

## Categorie

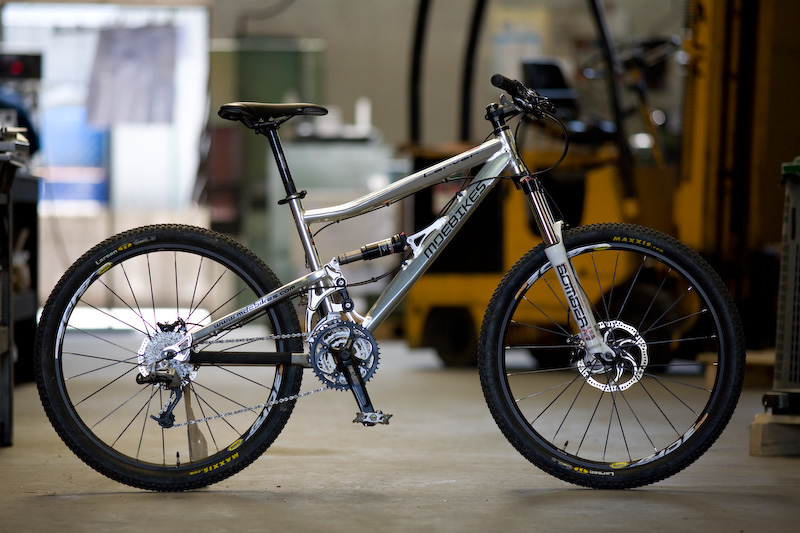
Mountain Bike

- Bici da turismo: pensata per lunghi viaggi e per cicloturisti;
- Bicicletta da città: bici pensate per il trasporto cittadino, talvolta sprovvista del cambio;
- Bicicletta reclinata: ha il telaio di forma diametralmente diversa, trazione posteriore o anteriore, utilizzo di un sedile al posto del sellino, postura più o meno distesa a seconda dell'uso;
- Velomobile, bicicletta carenata che permette di raggiungere velocità maggiori grazie alla miglior efficienza aerodinamica garantita dalla carenatura;
- Velorail su i binari del treno
- Tandem (bicicletta per due o più persone);
- Bicicletta da corsa, utilizzata per praticare ciclismo su strada o per quotidiani allenamenti sportivi;
- Bicicletta da pista, priva di freni e cambio, dotata di scatto fisso, usata nei velodromi;
- Mountain bike, dotata di cambio ad ampia escursione e utile per i percorsi sterrati;
- BMX, piccola, utilizzata per esibizioni acrobatiche;
- Bicicletta da ciclocross, simile alla bici da corsa ma con geometrie e accorgimenti speciali che la rendono adatta alle gare su sterrato;
- Bicicletta a scatto fisso, in cui il movimento della pedalata è vincolato a quello delle ruote e viceversa;
- Bicicletta pieghevole, biciclette ripieghevoli per contenere i volumi di ingombro e trasporto;
- Bicicletta da trasporto, biciclette dedicate al trasporto di oggetti;
- Fatbike, bicicletta adatta a diversi tipi di terreno;
- Handbike, in cui al posto delle gambe si usano le braccia;
- Bicicletta da sterrato, pensata per lunghi tratti su percorsi misti, dalla strada allo sterrato.
- Trial bike, agile, leggera e con geometrie adatte al superamento di ostacoli.

### Biciclette a pedalata assistita

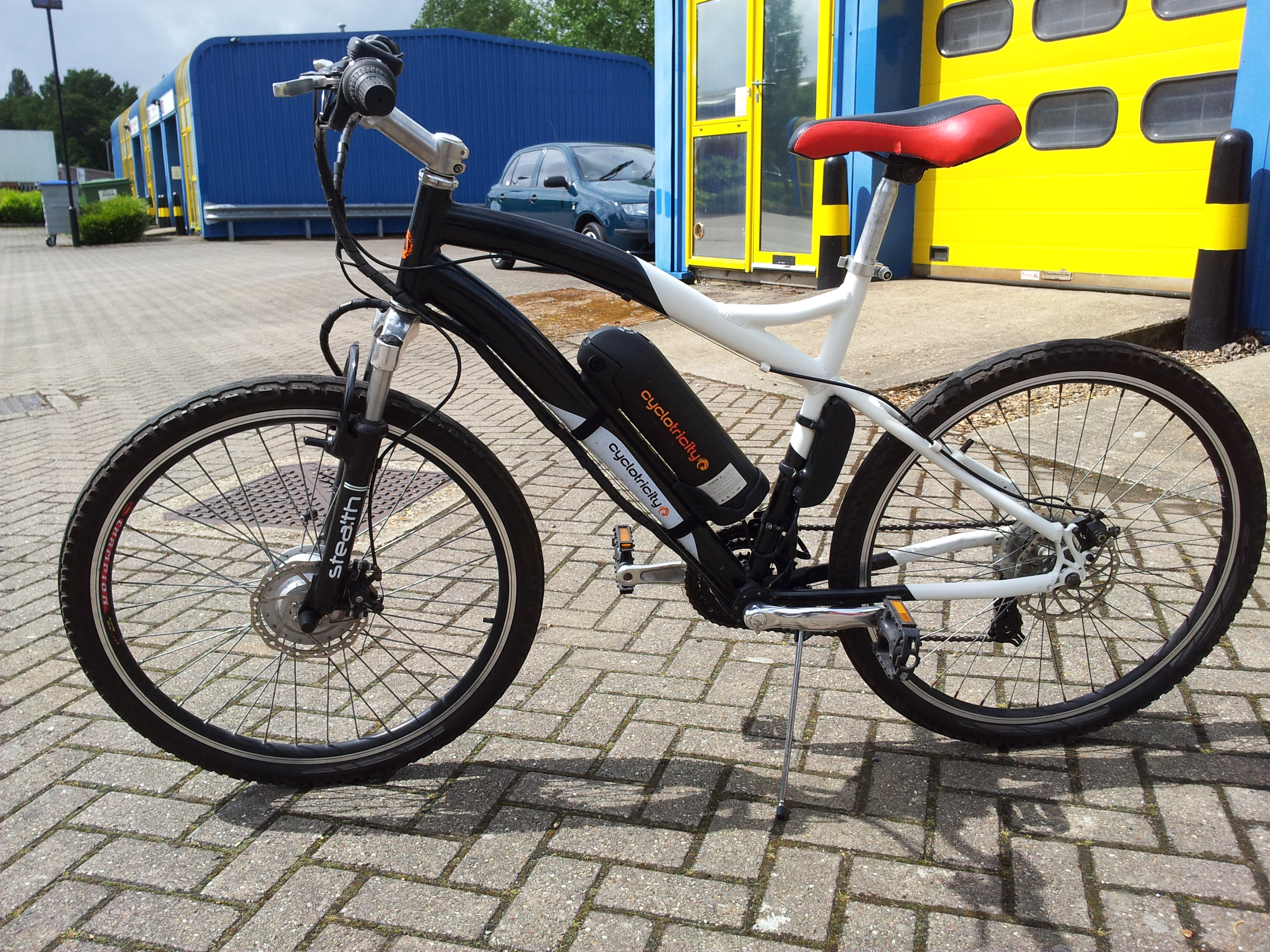
Bicicletta a pedalata assistita

Questo tipo di bicicletta è dotata di una batteria ricaricabile, posta in un'apposita custodia che ne consente l'utilizzo e l'estrazione per la ricarica dalla rete elettrica domestica. La normativa prevede che il motore venga attivato dalla pedalata e si spenga allorché la pedalata viene sospesa, si attivi il freno o si raggiunga la velocità massima di 25 km/h. Il motore elettrico ausiliario non deve avere una potenza superiore a 0,25 kW. Queste biciclette sono esenti da omologazione (direttiva europea 2002/24/CE, art. 1, punto h) e, contrariamente ai ciclomotori, non richiedono il pagamento di una tassa di circolazione, né assicurazione, né uso obbligatorio del casco. Il motore può essere direttamente accoppiato a una ruota (spesso quella anteriore) mediante ruote in gomma che fanno attrito sul cerchione, oppure collegato alla catena, oppure essere integrato nel mozzo della ruota stessa. Questi ausili possono essere usati più o meno occasionalmente per superare salite o per incrementare la velocità.
La bicicletta fotovoltaica è un sottotipo particolare che utilizza l'energia solare per ricaricare la batteria del motore elettrico, migliorando l'autonomia di viaggi. Il problema principale è il basso rendimento, generalmente dimezzato a causa dell'esposizione raramente perpendicolare ai raggi solari. Il pannello inoltre deve essere disposto in modo da non creare problemi aerodinamici che metterebbero in pericolo la sicurezza del ciclista. Simile a questa è la bicicletta a idrogeno: la pedalata viene assistita mediante un motore elettrico, caricato da una cella a combustibile che si aziona grazie alla combinazione di idrogeno, in forma «solida» di idruri metallici, con l'aria. Un apposito sensore regola la potenza da erogare ai pedali in base alla necessità rilevata. Il primo prototipo funzionante al mondo è stato realizzato dall'istituto per le tecnologie avanzate del CNR di Messina.

## Impieghi

### Utilizzo in città

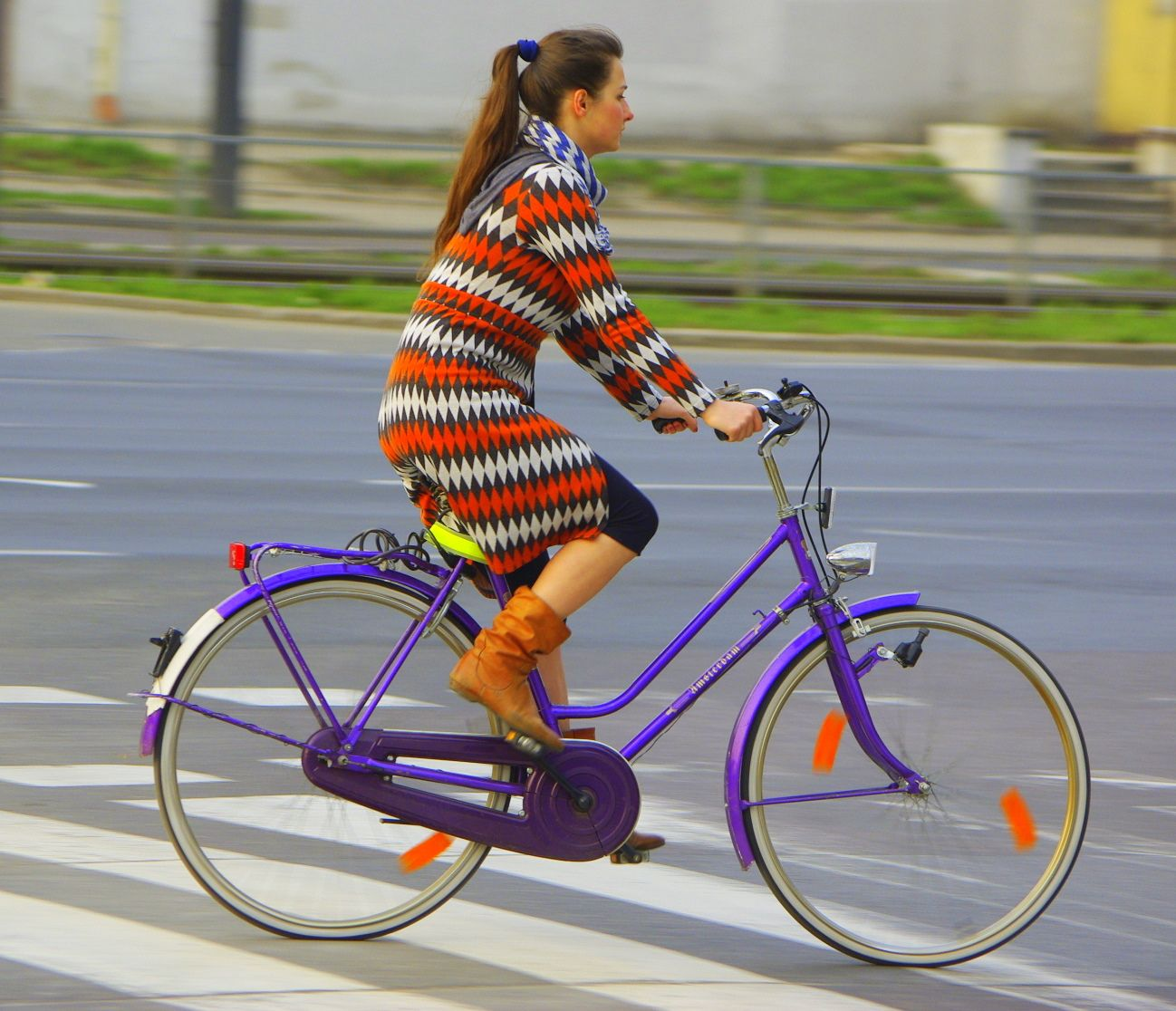
Una bicicletta da città con telaio a U, detta anche da donna per l'uso storicamente più diffuso

La bicicletta da città (detta city bike in inglese) è progettata per spostamenti cittadini. Possono avere un telaio "a diamante" o a U, quest'ultimo ideato per facilitarne l'utilizzo con vestiti lunghi o gonne; in entrambi i casi la seduta è verticale, facilitando quindi una posizione più comoda della schiena. Ci sono modelli con o senza cambio. Questo tipo di bici presenta spesso protezioni intorno alla catena e parafanghi per proteggere dall'acqua le parti meccaniche e i vestiti. I pedali non hanno attacchi fissi e non richiedono scarpe particolari come per le biciclette da corsa.
I copertoni non sono né larghi e tassellati come quelli da mountain bike né sottili, lisci e rigidi come quelli da corsa, ma hanno un battistrada intermedio. La sella è larga e morbida, per un utilizzo breve e senza l'abbigliamento rinforzato da ciclista. La bicicletta da città può essere provvista di portapacchi o cestini anteriori o posteriori. A volte anche di seggiolini per i bambini piccoli.
La European Cycling Challenge, una competizione fra città europee. Per tutto il mese di maggio le città che partecipano alla sfida gareggiano grazie ai propri cittadini. Scaricando l'app Cycling365, si tracciano i propri spostamenti in bici nell'area urbana, entro confini ben stabiliti, i chilometri fatti in sella vengono registrati e conteggiati per la città di appartenenza.

### Bike sharing

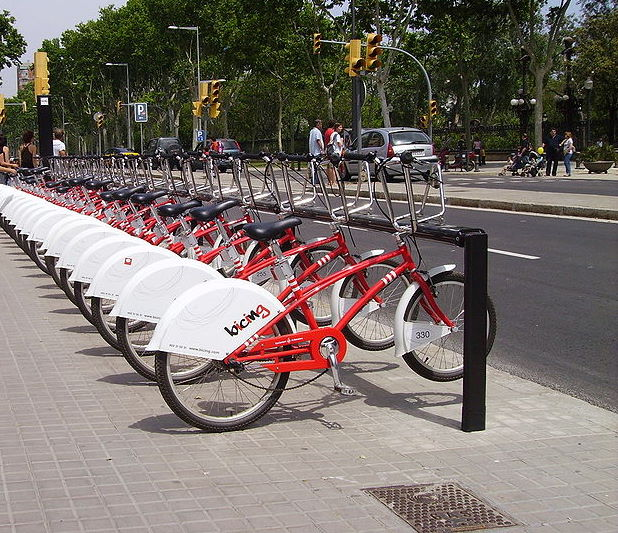
Bike sharing

In alcune città sono promosse politiche di incentivo all'utilizzo della bicicletta quali la possibilità di "condividere" le biciclette, rendendole fruibili attraverso una rete di postazioni di deposito/prelievo, diversamente dal semplice noleggio. Il bike sharing (traducibile come "condivisione della bicicletta") può rappresentare anche un modo per aumentare l'utilizzo dei mezzi di trasporto pubblici (autobus, tram e metropolitane), integrandoli tra loro (trasporto intermodale).

### Biciclette da lavoro
Quale veicolo da lavoro, la bicicletta può disporre di diversi allestimenti e accessori per effettuare piccoli trasporti e consegne. Modifiche o personalizzazioni più profonde (compreso l'utilizzo di tricicli o biciclette da trasporto) sono rappresentate dalla classica bicicletta da gelataio, dalla bicicletta dell'arrotino o dalla bicicletta del pompiere.

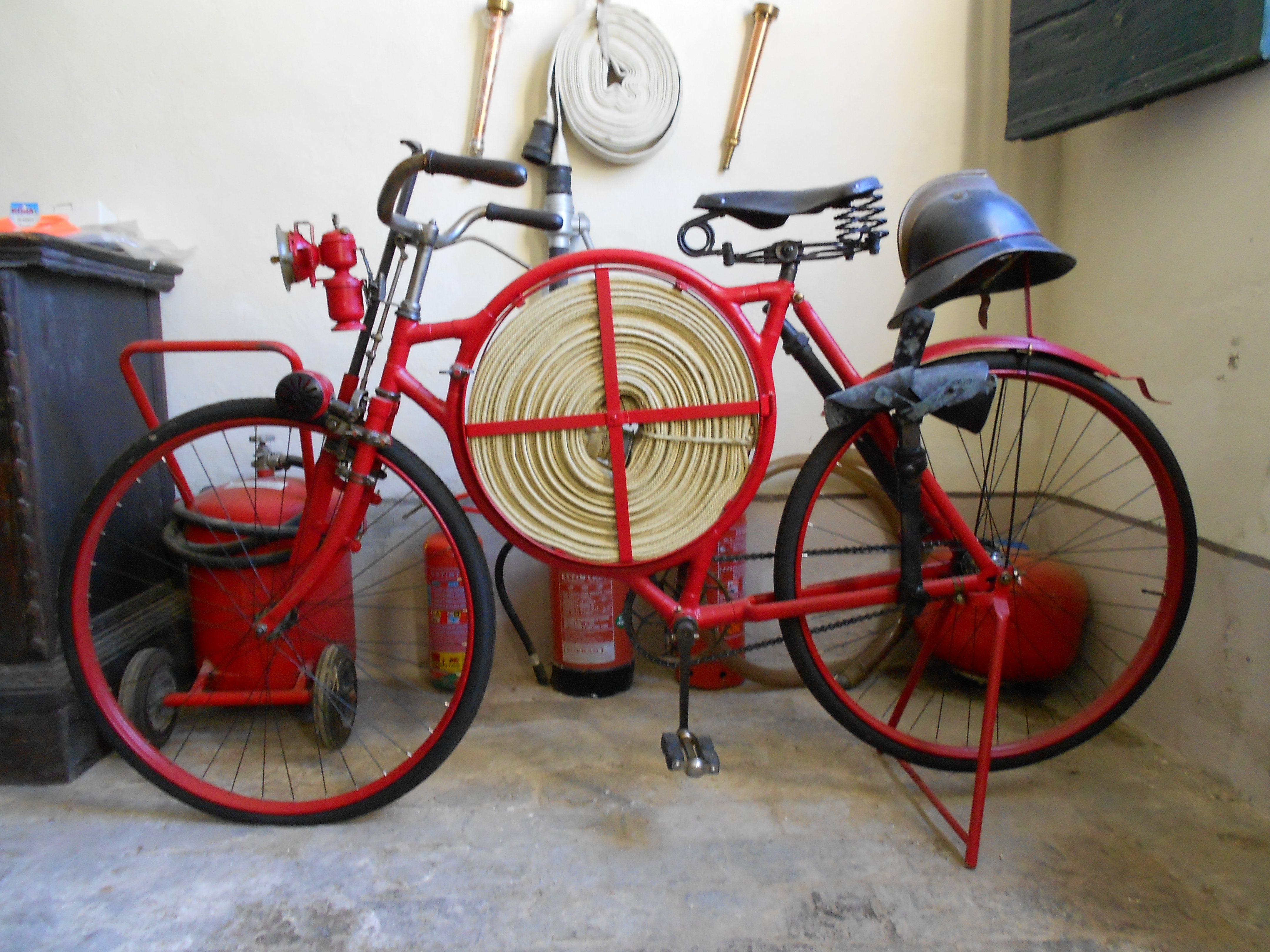
Bicicletta da pompiere
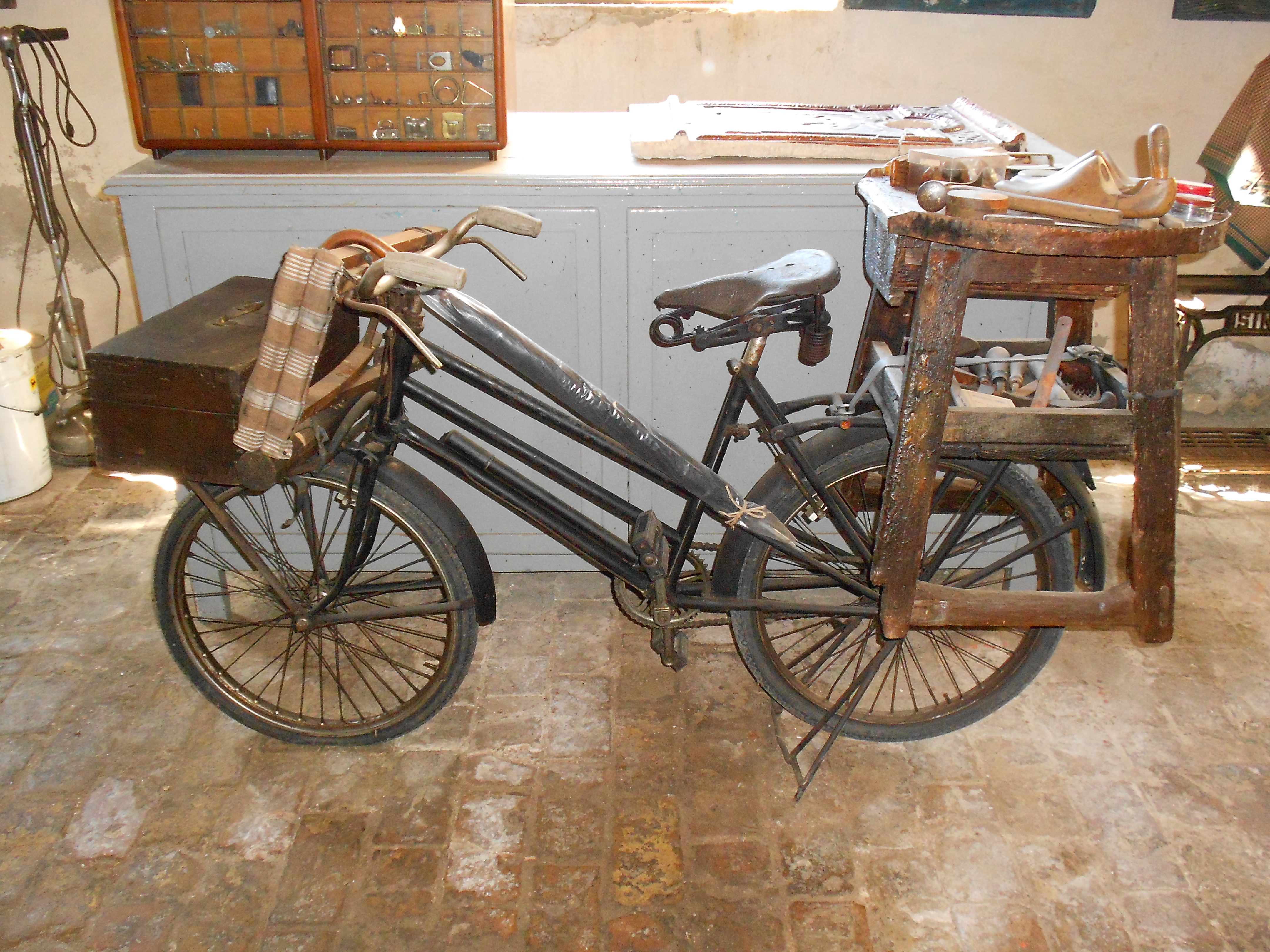
Bicicletta da ciabattino
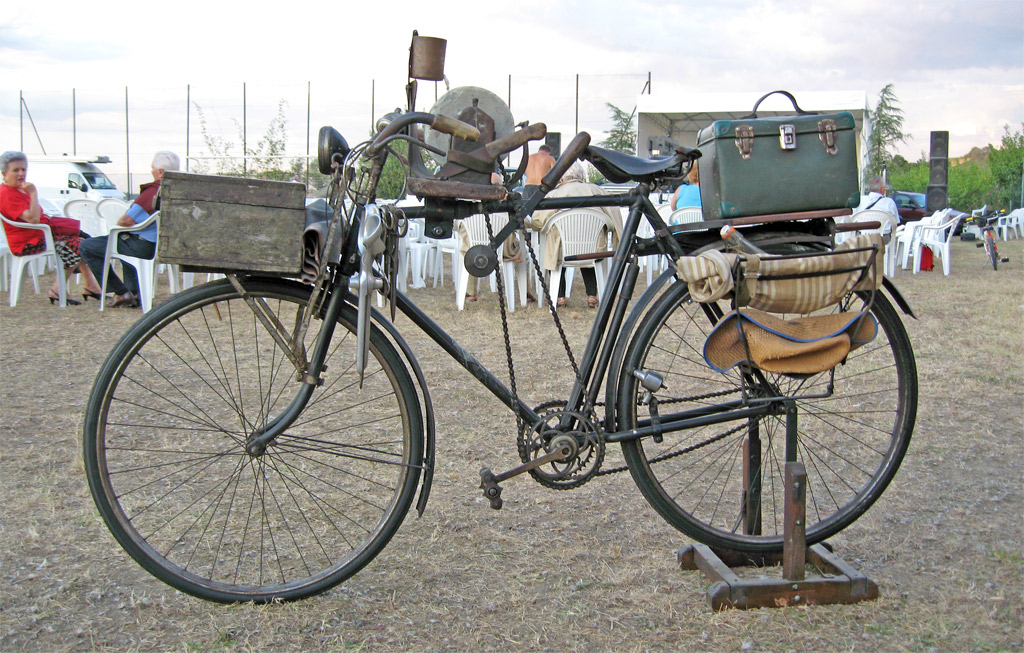
Bicicletta da arrotino
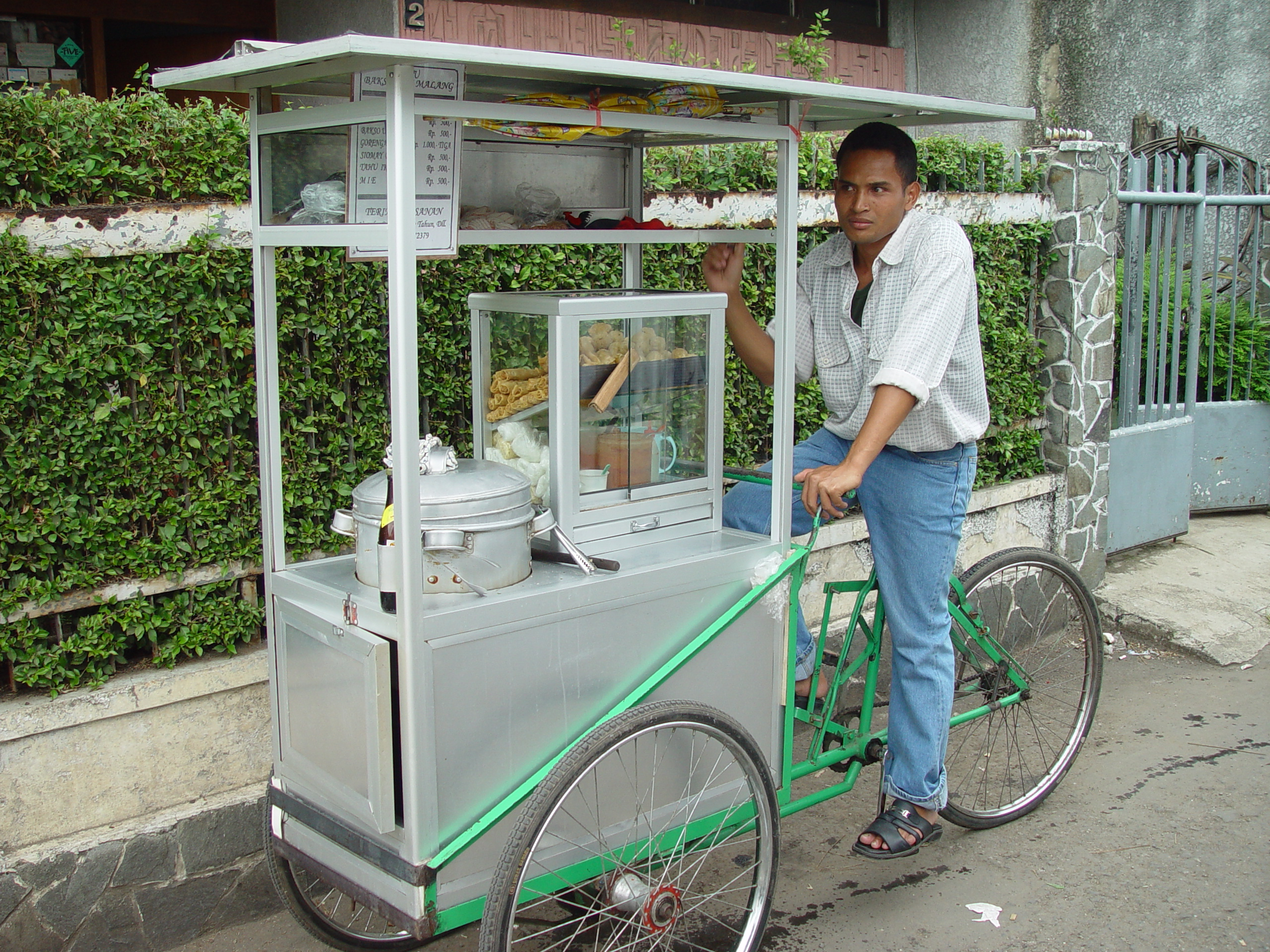
Bici di un venditore ambulante in Indonesia
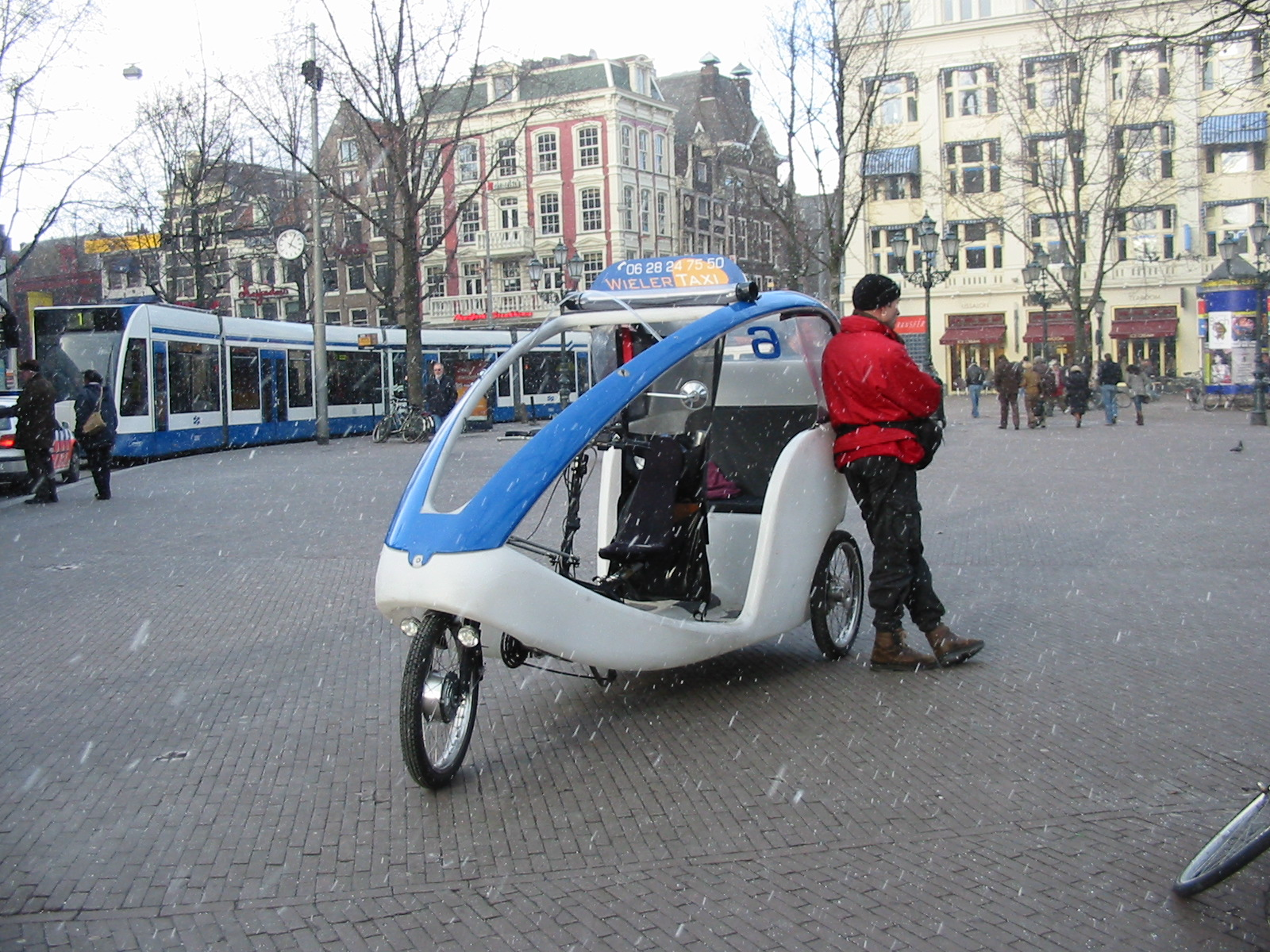
Un velotaxi ad Amsterdam

## Aspetti socio-economici

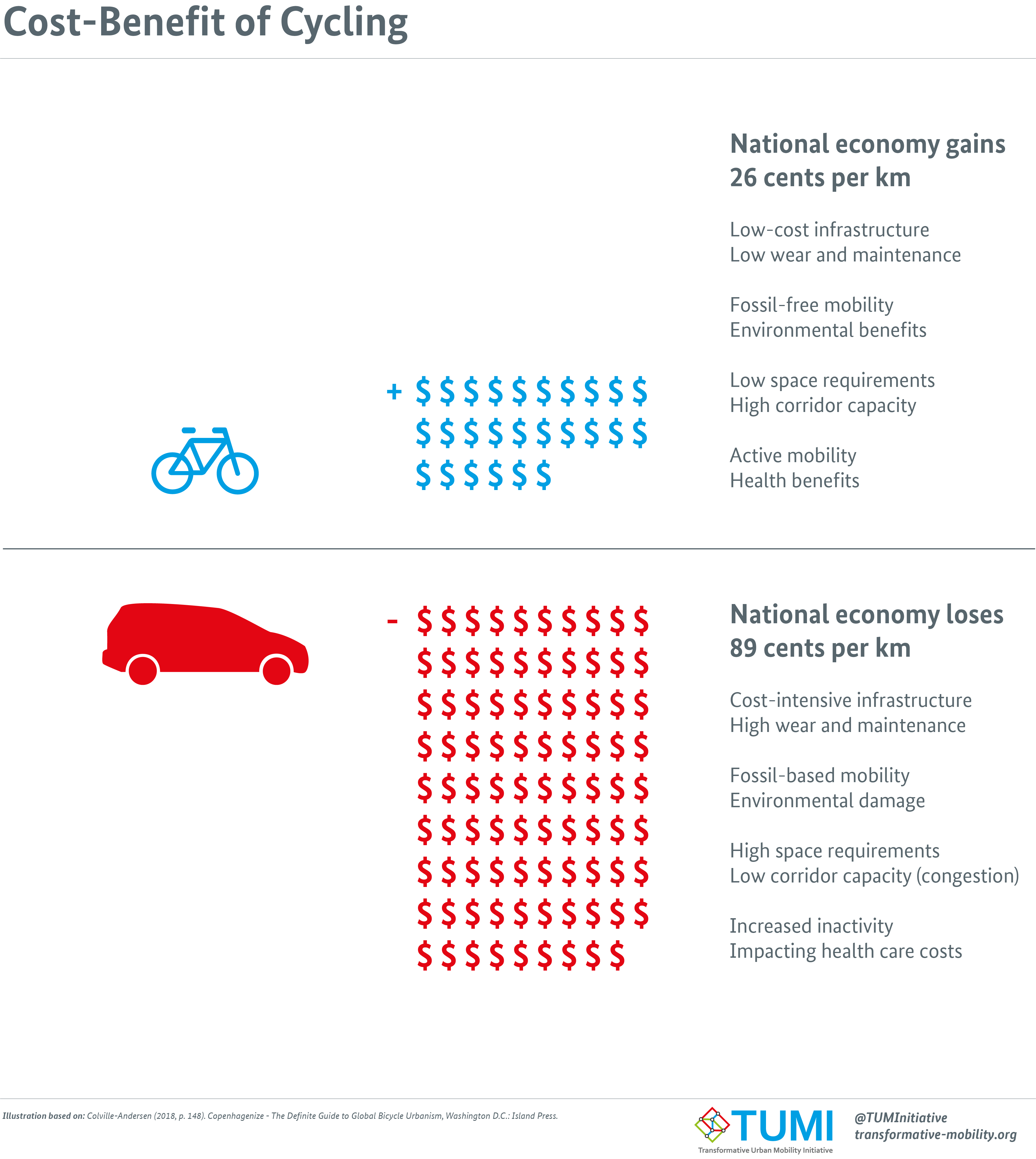
Costo-beneficio del ciclismo

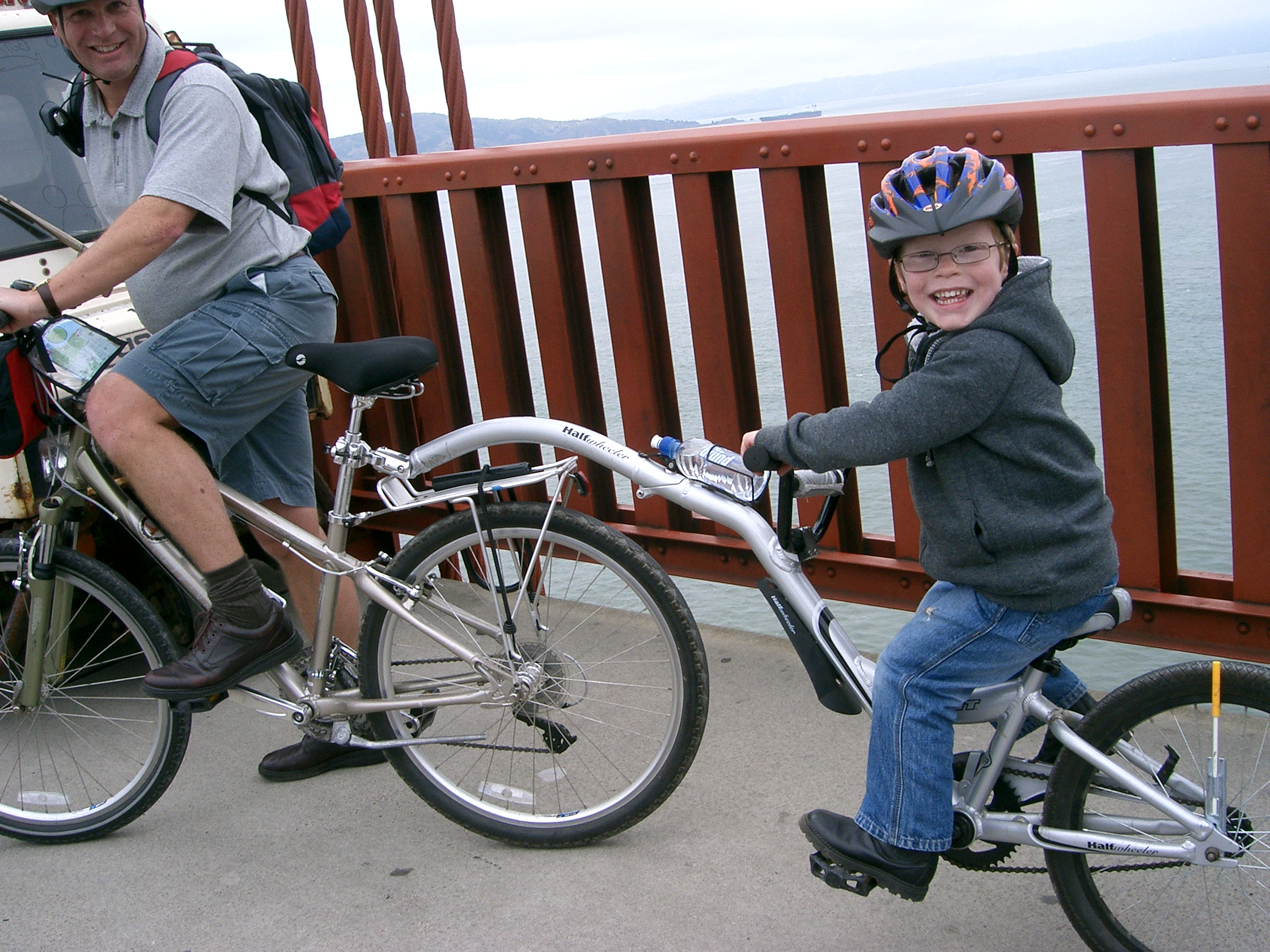
Trailer bike, sistema che si aggancia alla bicicletta e che favorisce l'apprendimento iniziale all'uso della bicicletta

La bicicletta è uno strumento per fare attività fisica, di trasporto o di semplice svago o hobby. L'uso della bici è caratterizzato dall'inquinamento ambientale pressoché nullo, costi modesti, effetti positivi sulla salute e bassi ingombri del mezzo nel traffico cittadino.
In relazione agli altri mezzi di trasporto la bicicletta risulta il mezzo con minore dispendio di energie calcolato come rapporto energia spesa/persone trasportate.
La manutenzione della bicicletta è alla portata di chiunque per difficoltà tecnica e attrezzatura richiesta, accentuandone l'aspetto di mezzo popolare e indifferente alle classi sociali, e incoraggiando all'autoriparazione dei propri strumenti.

### Trasporto in bicicletta
La bicicletta è stata fino a pochi decenni fa solo un fondamentale mezzo di trasporto, spesso l'unico a disposizione delle classi meno agiate. Lo sviluppo economico ha poi portato a un'importante diffusione dell'automobile, che ha in gran parte soppiantato l'uso della bicicletta come mezzo di trasporto. Con l'aumento del traffico urbano l'utilizzo della bicicletta come mezzo di trasporto è ridiventato concorrenziale.
Sui percorsi urbani congestionati la bicicletta si dimostra spesso il mezzo più veloce, in particolare sui percorsi sotto i 10 km.
Il vantaggio aumenta notevolmente se si includono i tempi e/o costi di parcheggio, e diventa incolmabile se vengono conteggiate anche le ore di lavoro necessarie a mantenere un'autovettura. A favore della bicicletta, in qualità di mezzo di trasporto urbano, vanno ad aggiungersi l'estrema economicità rispetto agli altri mezzi e l'impatto ambientale nullo.

### Il cicloturismo

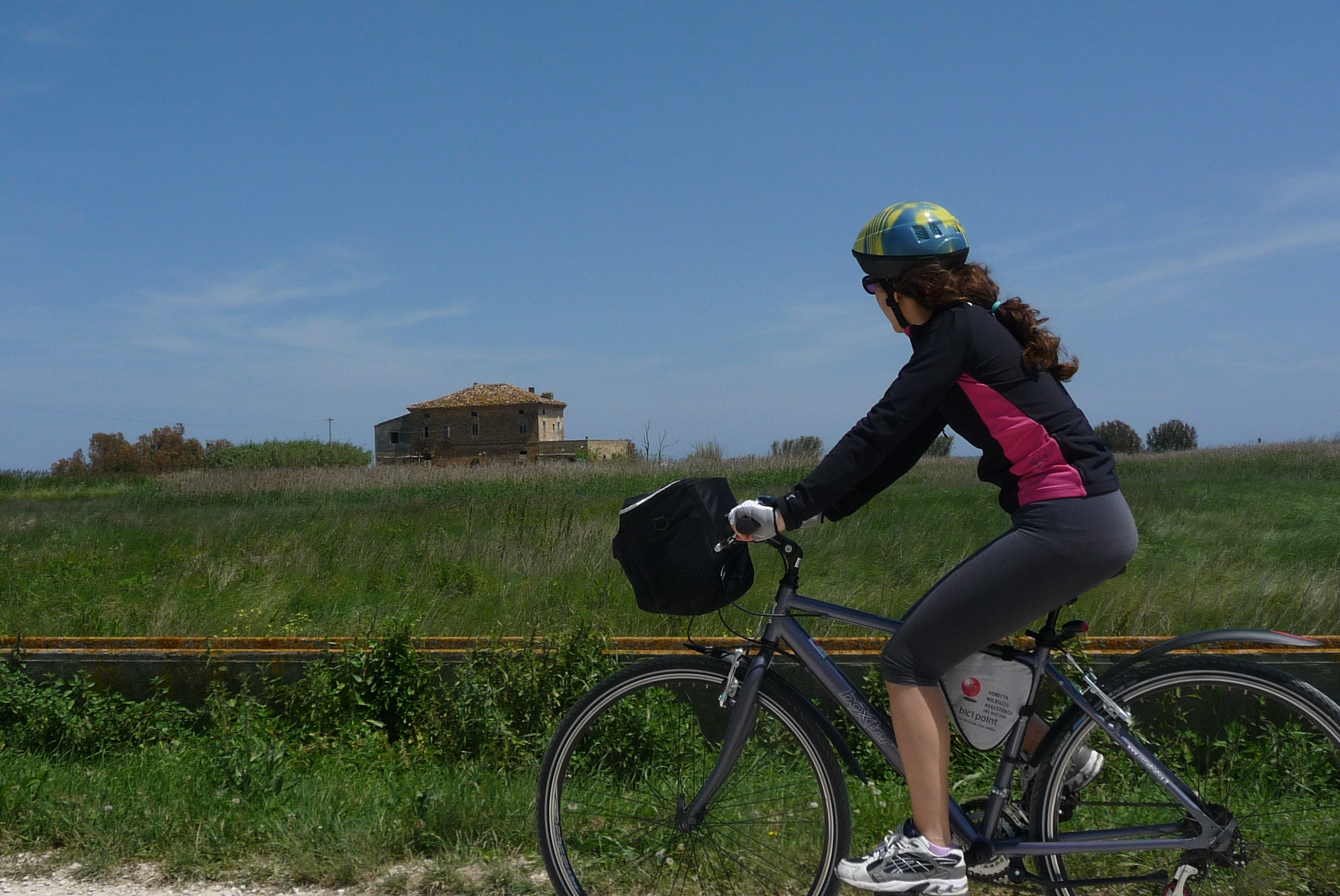
Cicloturismo rurale

Con questo termine si descrive una forma di turismo nel quale ci si sposta in bicicletta. In Europa ci sono percorsi dedicati ai viaggiatori in bici, come quelli del sistema EuroVelo.

### I fattorini

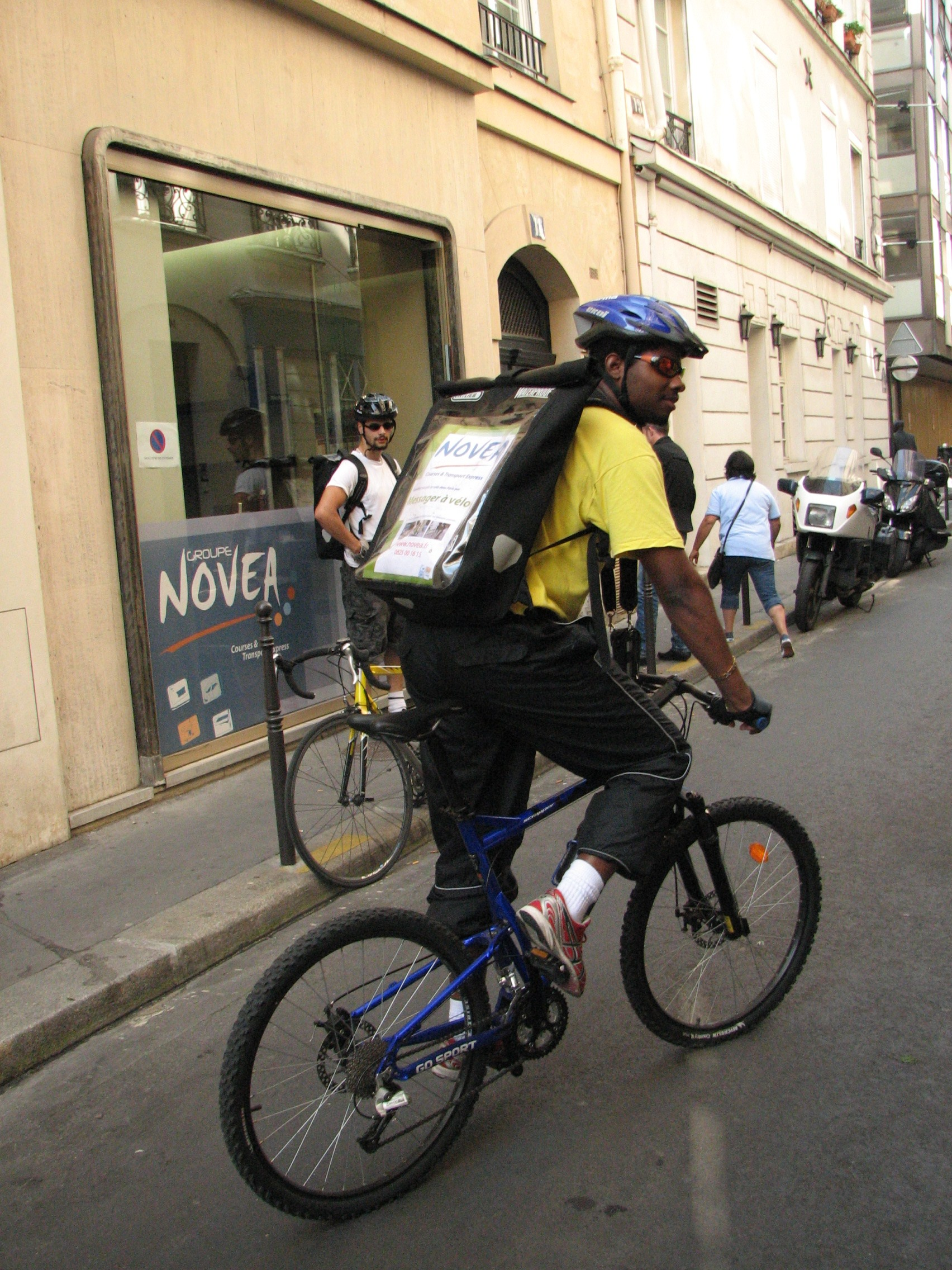
Un fattorino al lavoro

I fattorini in bici (noti anche come "corrieri in bicicletta" o come bike messenger) sono persone che effettuano consegne muovendosi in bicicletta. Possono lavorare per aziende di corrieri o in proprio. I corrieri in bicicletta hanno il vantaggio di poter meglio far fronte agli imprevisti del traffico, alle zone a traffico limitato e dei parcheggi rispetto ai classici furgoni. I fattorini portano una grande varietà di articoli, tra i quali documenti che non possono essere inviati tramite posta elettronica. A volte questi corrieri fanno uso di radio portatili per coordinarsi fra di loro. Alcuni fattorini possono usare degli appositi carrellini o delle bici da carico.
La figura del fattorino in bicicletta è ripresa nel film del 2012 Premium Rush, dove un corriere in bicicletta è inseguito da un poliziotto corrotto che vuole impossessarsi di un messaggio che il fattorino deve consegnare. Anche nel film Quicksilver - Soldi senza fatica il protagonista è un ex intermediario che ora lavora come corriere in bicicletta.

### I furti di biciclette
Le biciclette sono spesso rubate ai legittimi proprietari. È stato stimato che in Italia ogni anno vengano sottratte illegalmente circa 320 000 bici, con un danno economico pari a 150 milioni di euro. La marcatura della bici può essere usata come deterrente per scoraggiare il furto del mezzo.
Secondo la legge italiana, chi acquista una bici rubata può incorrere nel reato di ricettazione (art. 648 codice penale) o acquisto di cose di sospetta provenienza (art. 712 c.p.), a seconda dei casi.
Questo tipo di furto rappresenta il tema centrale del film Ladri di biciclette (1948), uno dei massimi capolavori del Neorealismo italiano.

### Le biciclette in Europa
L'uso della bicicletta nei vari stati europei è molto diverso. L'uso della bici è molto diffuso in Olanda, con il 31,2% della gente che indica la bicicletta come il suo principale mezzo di trasporto, contro il 48,5% che preferisce la macchina e un 11% i trasporti pubblici. Nella città di Münster, in Germania, ci sono più biciclette che abitanti. Anche nella capitale tedesca, Berlino, le biciclette sono molto diffuse, tanto dall'avere le piste ciclabili affiancate alla maggior parte dei marciapiedi.

### Il mercato del settore ciclistico
Il mercato globale della bicicletta è stato stimato in 38,5 miliardi di euro per l'anno 2012, con 132,3 milioni di biciclette vendute all'anno. Fino al 1965, la produzione mondiale di macchine e di biciclette era essenzialmente la stessa (20 milioni ciascuna), da lì la produzione di biciclette arrivò a toccare le 100 milioni di unità all'anno, contro 42 milioni di autovetture fabbricate nello stesso periodo.
In Italia nel 2014 sono state vendute quasi 1,65 milioni di biciclette in un anno. Nel 2013 in Italia sono state vendute 51 405 biciclette a pedalata assistita.

## Sicurezza e incidenti

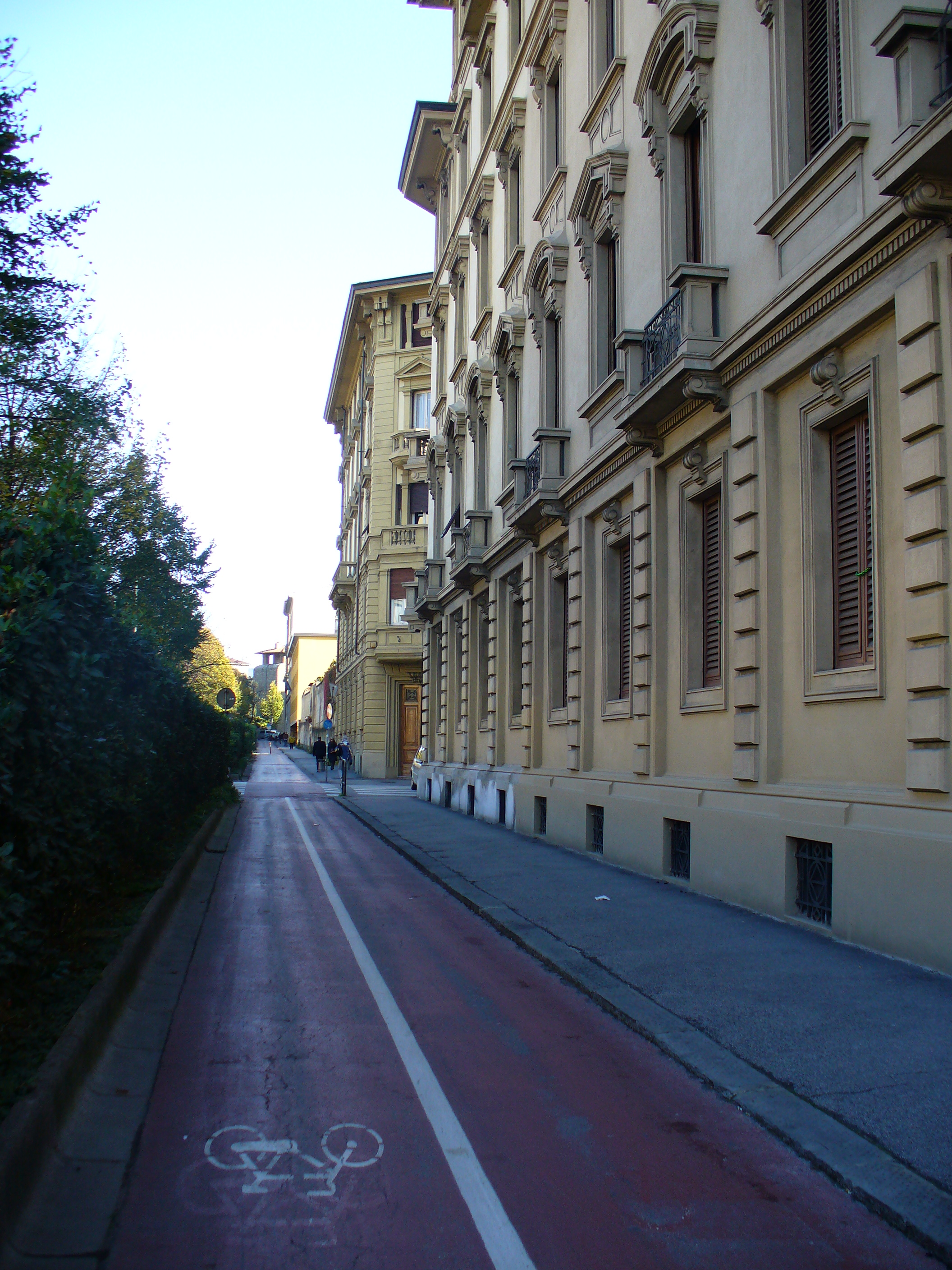
Pista ciclabile

L'utilizzo della bicicletta come mezzo di trasporto può presentare dei problemi. Il rispetto del Codice della Strada da parte di ciclisti e automobilisti è fondamentale per evitare incidenti.

### Statistiche
Stime riferite all'anno 2014 riportano che in Europa l'8% di tutti i morti sulla strada è costituito da ciclisti (7% in Italia), con il 57% dei decessi all'interno delle aree urbane; le lesioni più comuni fra chi usa la bici hanno interessato la testa e il collo.
In città la bici può essere soggetta a incidenti in rotatoria, soprattutto nel momento in cui un automobilista si appresta a uscire dalla rotonda. Un possibile incidente per i ciclisti urbani è quello causato dall'incauta apertura degli sportelli delle autovetture parcheggiate a lato. In fase di sorpasso di un ciclista è importante mantenere una adeguata distanza laterale. Nei mezzi pesanti gli angoli ciechi possono essere pericolosi per i ciclisti, perché non consentono all'autista una corretta visuale su alcune zone della strada.
Anche se molto raro, possono verificarsi anche incidenti tra ciclisti con esito mortale o molto grave.

### Le piste ciclabili

Segnale di una pista ciclabile

La pista ciclabile (o percorso ciclabile o ciclopista) è un percorso protetto o comunque riservato alle biciclette, dove il traffico motorizzato è escluso, progettato per migliorare la sicurezza stradale e regolarizzare il traffico.

### Dispositivi di sicurezza
Tra i dispositivi di sicurezza associati alla bicicletta, talora obbligatori in alcune legislazioni, vi sono i dispositivi di segnalazione acustici come il campanello, o visiva, come luci e piastre catarifrangenti sulle ruote e sui pedali, o capi d'abbigliamento quali giubbotto e casco.

### Manifestazioni
Nell'ambito della circolazione urbana di mezzi a motore e velocipedi, in alcune grandi e medie città del mondo si è assistito all'organizzazione di eventi conosciuti con il nome di Massa critica o Critical Mass, atti a promuovere azioni a favore dei ciclisti.

## Distanze
Le distanze che si coprono in bicicletta vanno dalle poche centinaia di metri ai 1000 e più km  delle randonnée come la Parigi-Brest-Parigi o dei viaggi turistici più impegnativi. I cicloamatori durante l'arco dell'anno nelle loro uscite possono percorrere in totale, a seconda dell'intensità e della costanza del loro impegno, da poche centinaia fino a parecchie migliaia di chilometri.
Negli ultimi anni si sono susseguiti molti tentativi da parte di ciclisti amatori e non di percorrere in bicicletta il giro del mondo. Il record è stato effettuato dall'ingegnere britannico Mike Hall con il tempo di quasi 92 giorni durante i quali ha toccato 20 nazioni e 4 continenti per un totale di 29 000 km, ovvero una media di 315 chilometri al giorno senza supporto su strada.
Nel dicembre 2012 Juliana Buhring, di nazionalità tedesca e residente in Italia da diversi anni, è stata la prima donna a compiere la stessa impresa, pedalando 29 000 km in solitaria senza supporto su strada per 144 giorni (152 inclusi gli spostamenti) e entrando nel Guinness dei primati.
Nel 2013 Robin Zobel percorse 120 metri con una bicicletta alta 6,3 metri.

## Sport

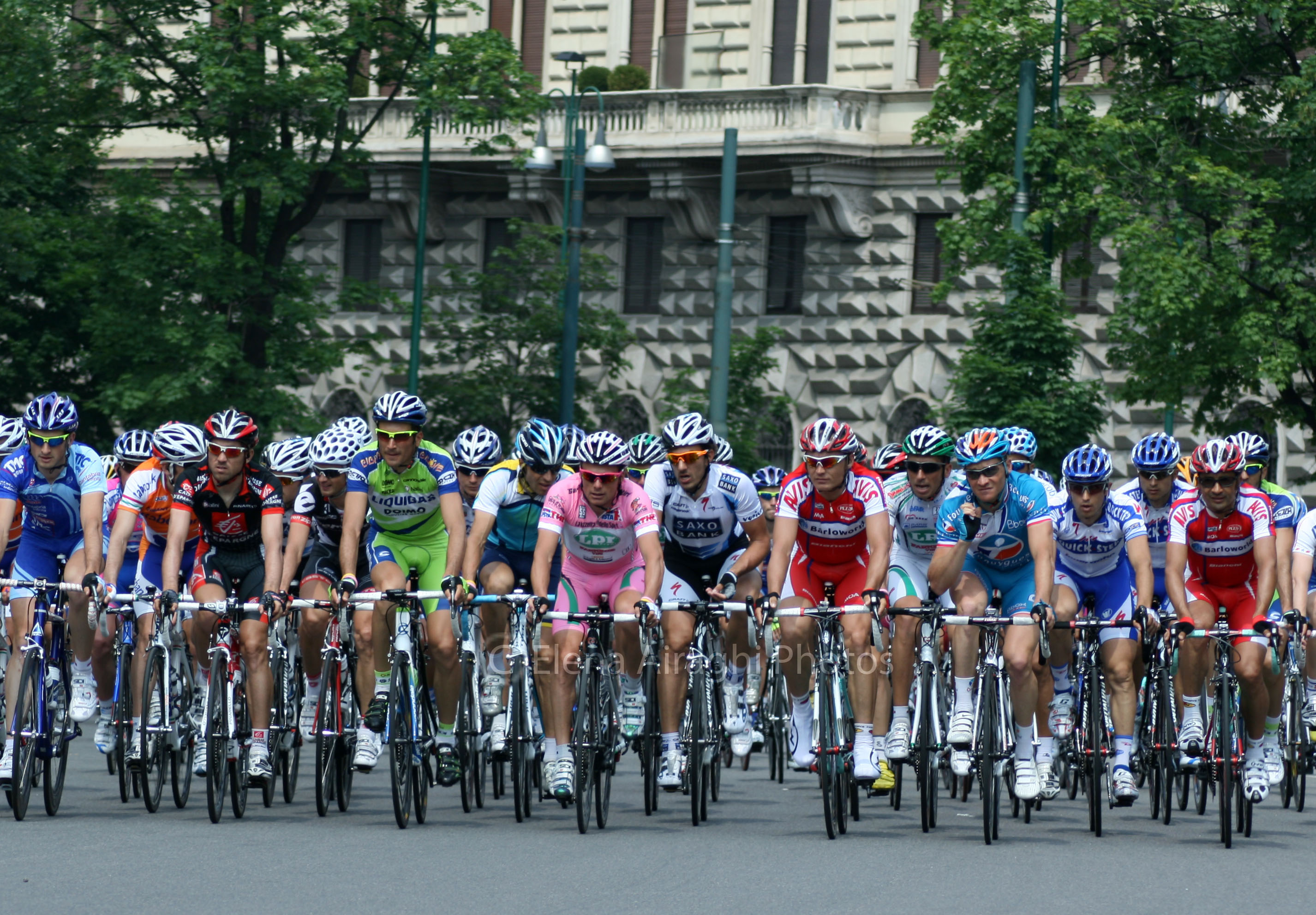
Ciclisti professionisti

Il ciclismo è lo sport in cui si utilizza la bicicletta. È controllato dall'Unione Ciclistica Internazionale (UCI); esistono storicamente tre specialità principali: il ciclismo su pista, il ciclismo su strada e il ciclocross, oltre al ciclismo fuoristrada, il mountain biking. Esistono poi anche le competizioni di BMX, quelle di trial, quelle di ciclismo indoor e quelle di paraciclismo. Queste otto discipline sono quelle riconosciute dall'UCI. La bicicletta è anche usata nel Triathlon (uno sport multidisciplinare in cui si alternano nuoto, ciclismo e corsa e nel Duathlon (ciclismo e corsa).
Il ciclismo ai giochi olimpici c'è stato dalla prima edizione, quella di Atene 1896. Il programma aggiornato all'edizione di Londra 2012 prevedeva 18 gare, 9 maschili e 9 femminili, distribuite su quattro specialità: Ciclismo su strada, Ciclismo su pista, mountain biking e BMX.
Per il ciclismo su strada, le tre principali corse a tappe della stagione professionistica sono il Giro d'Italia, il Tour de France e la Vuelta a España.

## Normativa

### Spagna
Una modifica al Regolamento generale della circolazione del 2024 ha reso obbligatorio l'uso del casco in tutti i contesti.
I ciclisti devono avere con sé un elemento retroriflettente che li renda visibili ad almeno 150 metri di distanza di notte o nelle situazioni di scarsa visibilità.
Possono circolare preferibilmente al centro delle corsie. La distanza di sicurezza minima per i veicoli è di 5 metri e la distanza minima laterale in caso di sorpasso è di 1,5 metri.